# Светланская улица
Светла́нская у́лица — первая и главная улица Владивостока (до 1873 года называлась Американская, в честь пароходокорвета «Америка»), была переименована в память о визите фрегата «Светлана», на борту которого находился великий князь Алексей Александрович. В 1924 году, после вывода англо-франко-японских войск улица была вновь переименована, уже в Ленинскую. А в 1992 году возвращено название Светланская.
На улице расположено множество старинных зданий конца XIX — начала XX веков.

## История

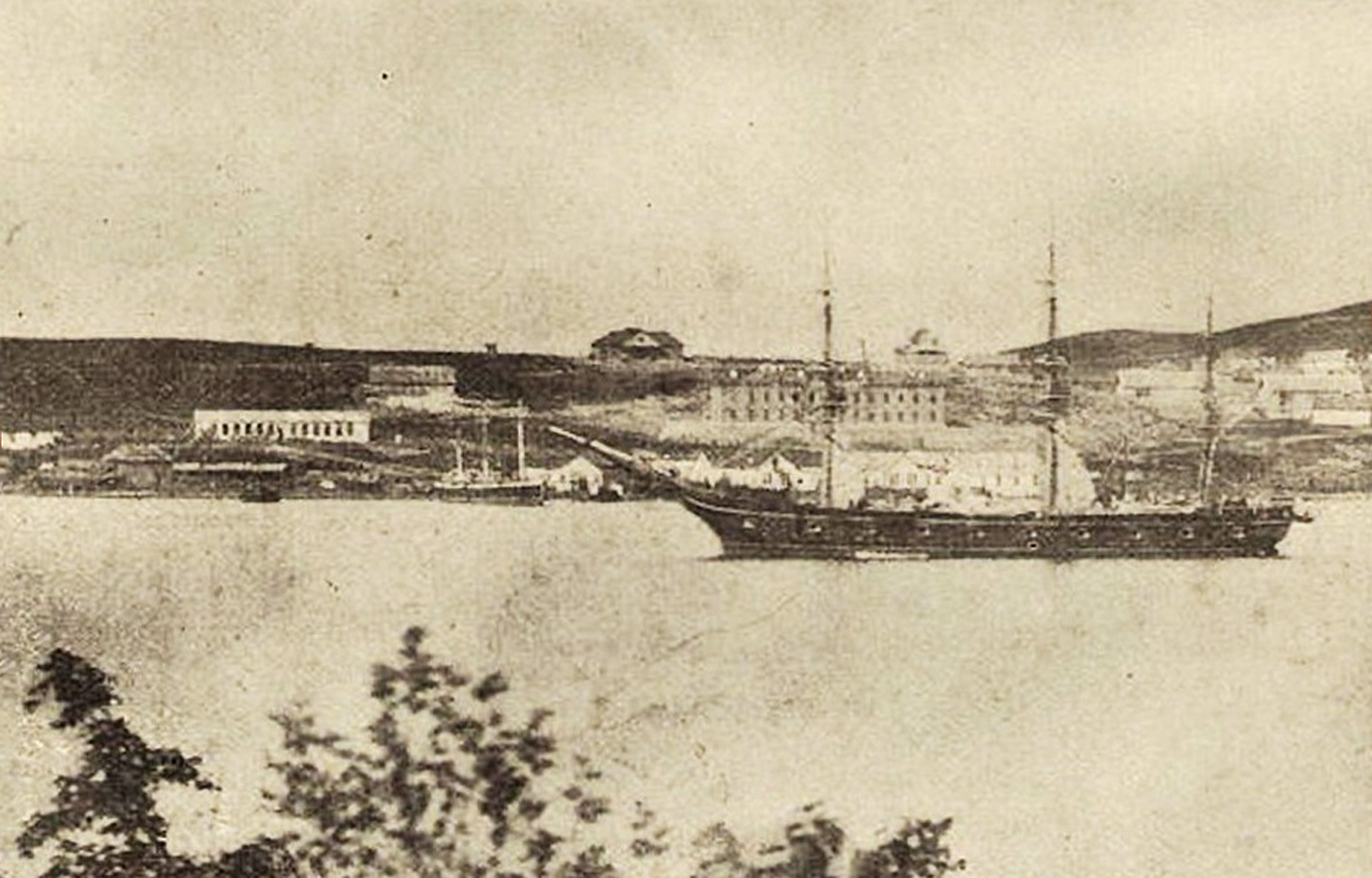
Фрегат «Светлана», предположительно во Владивостоке в 1861 году

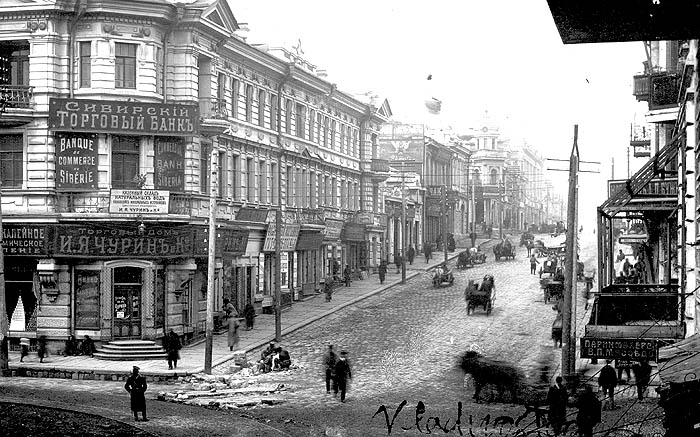
Перекрёсток Светланской и Алеутской, 1918 год

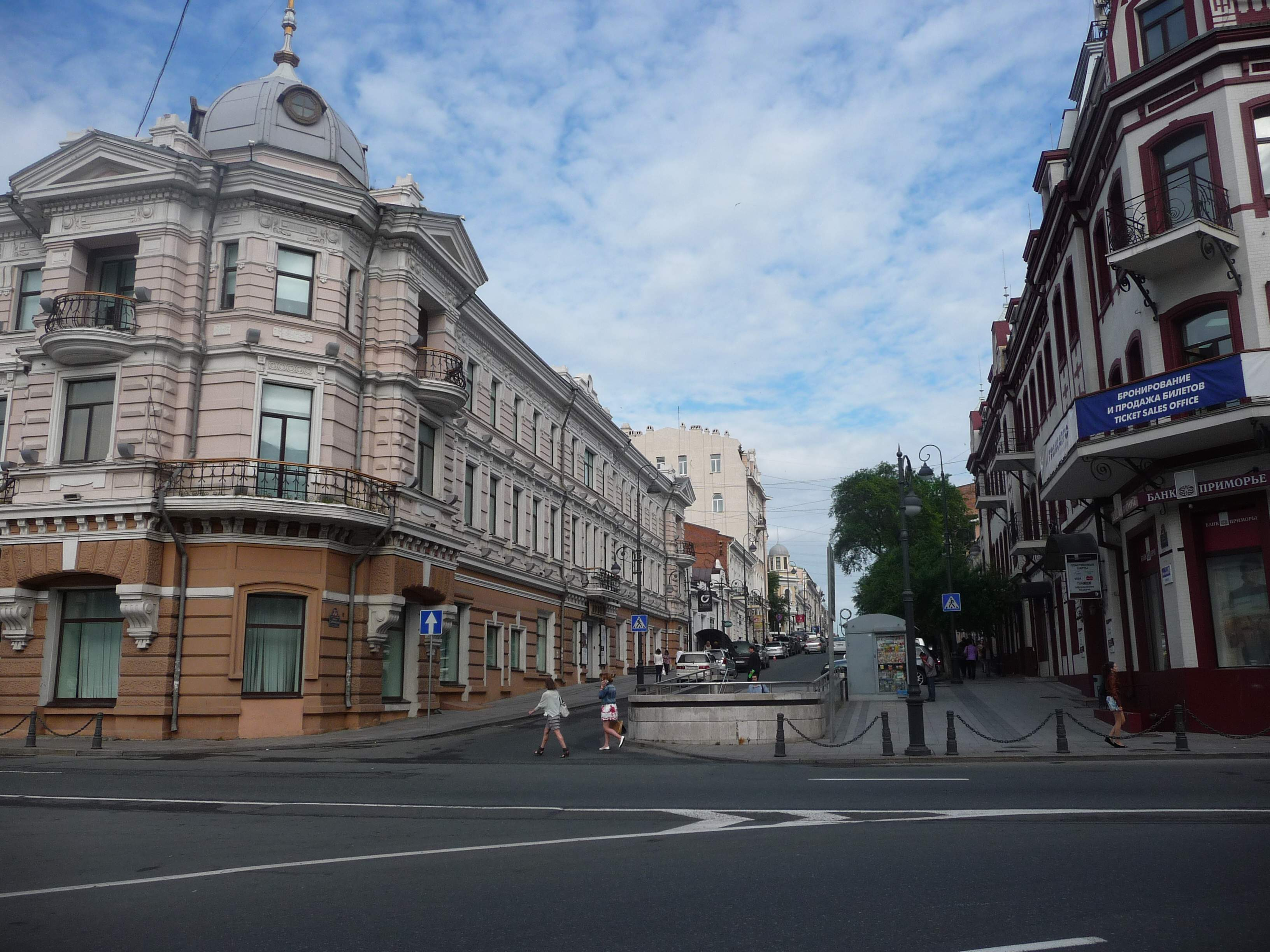
Перекрёсток Светланской и Алеутской, 2015 год

Первые дома появились во Владивостоке на северном побережье бухты Золотой Рог в 1861 году. Они располагались произвольными группами без разделения на улицы в районе нынешней Светланской между зданием городского почтамта и перекрёстком с Пушкинской. Главной транспортной артерией города служила прибрежная песчаная полоса, жители пользовались протоптанными в лесу тропинками. Позже в густом лесу, где располагались дома, прорубили просеку, которая в дальнейшем превратилась в Американскую улицу, названную так в честь парового корвета «Америка», на котором генерал-губернатор Восточной Сибири Н. Н. Муравьёв-Амурский 18 июня 1859 года прибыл в пролив Гамелен (ныне пролив Босфор Восточный) и принял решение основать в этом месте пост Владивосток.
В 1873 году на фрегате «Светлана» во Владивосток прибыл Великий князь Алексей Александрович. Фрегат входил вместе с корветами «Богатырь» и «Витязь» в состав эскадры под командованием вице-адмирала К. Н. Посьета. Это был первый визит в город особы из императорской семьи, в честь этого события улица была переименована в Светланскую. В январе 1924 года в связи со всеобщим трауром, вызванным смертью В. И. Ленина, улица была переименована в «улицу товарища Ленина» или просто Ленинскую, и оставалась с этим названием до 1992 года, когда ей вернули прежнее историческое название.
В конце XIX века Светланская была значительно короче нынешней. Только в 1893 году она своей западной оконечностью вышла к берегу Амурского залива (район современной Спортивной гавани, перекрёсток с Набережной и Пограничной). Её восточная оконечность до 1918 года находилась в районе Матросского сада (остановка транспорта «ДВПИ»), далее улица прерывалась оврагом.
Естественными границами улиц вдоль берега Золотого Рога в конце XIX — начале XX веков служили овраги, вымытые сходящими с гор потоками дождевой воды. Овраг, которым на востоке кончалась Светланская, носил название «Машкин овраг» в честь поручика Машкина, батарея которого располагалась в этом районе. В 1885 году здесь был выстроен клуб Матросского собрания (нынешний Матросский клуб), а овраг переименован в Клубный. В 1892 году он был полностью засыпан, на его месте сейчас находится сквер Матросского клуба.
За Машкиным оврагом шла вдоль берега Золотого Рога улица 1-я Портовая, служившая своеобразным продолжением Светланской. Она заканчивалась Жариковским оврагом, который располагался на месте современного Жариковского сквера на остановке «Дальзаводская». Овраг был назван в честь землевладельца В. А. Жарикова, в доме которого ныне располагается отделение периодики Краевой библиотеки имени Горького.
За Жариковским оврагом располагалась Офицерская слободка, главной улицей которой в конце XIX века была Афанасьевская, названная по имени начальника штаба военного порта Д. М. Афанасьева. Естественной границей слободки с востока служил Мальцевский овраг, расположенный в районе современной улицы капитана Шефнера (первоначально Японская, затем — Авангардная) и Центра народной культуры.
Далее к востоку располагалась Экипажная слободка, где с 1870-х годов земельные участки раздавались матросам Сибирского (27-го) флотского экипажа. Главная улица слободки называлась Экипажной, остальные носили название кораблей, на которых служили матросы (Абрекская, Тунгусская, Манджурская, Японская). Заканчивалась слободка Гайдамакским оврагом, названным по имени клипера «Гайдамак» и располагавшимся в районе нынешней одноимённой остановки транспорта.
За Гайдамакским оврагом начиналась Матросская слободка с главной улицей Поротовской, названной в честь первого геодезиста города А. В. Поротова, размечавшего этот район. Слободка тянулась до Госпитальной пади (современная улица Луговая), где ныне заканчивается улица Светланская. Матросская слободка долгое время оставалась самым отдалённым районном города Владивостока, не имевшим с центром прямого сообщения. Только в 1908 году Гайдамакский овраг был засыпан, на его месте сейчас располагается Гайдамакский сквер.
В декабре 1918 года решением городской думы пять улиц, шедших вдоль побережья бухты Золотой Рог (Светланская, 1-я Портовая, Афанасьевская, Экипажная, Поротовская), были объединены в одну улицу, унаследовавшую название старейшей из них — Светланской.

## Известные здания и сооружения
Изображения зданий «чётной» стороны улицы помещаются в левой части страницы, «нечётной» — в правой части.

### № 1 — гостиница «Тихий океан»
| 43°07′01″ с. ш. 131°52′47″ в. д. Здание по адресу Светланская, 1 состоит из двух зданий, построенных в разное время в конце XIX в. и объединённых в результате реконструкции в 1910 году. Угловая часть здания построена в 1894—1897 годах как гостиница «Тихий океан» (Hotel de la Mer Pacifique) владивостокским купцом 2-й гильдии Александром Александровичем Ивановым, уроженцем города Батума. По ходатайству Приамурского генерал-губернатора ему была выдана беспроцентная ссуда 35 000 рублей на 8 лет. Реальная стоимость строительства составила 100 тыс. рублей. Гостиница располагала 52 номерами со всеми удобствами по цене от 75 копеек до 7 рублей в сутки. Прислуга состояла из японцев и китайцев, владеющих английским и французским языками. Гостиница имела водяное отопление от стоявшей в глубине участка котельной и собственную электростанцию. В 1899 году рядом с гостиницей построен одноимённый театр. Из-за острой конкуренции с гостиницей и театром «Золотой Рог» (построены в 1903 году), а также экономических трудностей, связанных с русско-японской войной, А. А. Иванов в 1905 году обанкротился, а в 1906 году умер. Здание перешло в собственность Л. С. Радомышельского и Д. А. Циммермана, которые открыли здесь первый в городе кинотеатр. В 1909 году владельцем гостиницы и театра стал Георгий Дмитриевич Антипас, который начал перестраивать здания в жилой дом с магазинами на цокольном этаже. Перестройку завершил Русско-азиатский банк, который приобрёл здание в 1910 году. В 1919 году здание было экспроприировано Советской властью. С 1936 года по 1970-е годы здесь располагалось представительство «Дальэнерго», а затем некоторое время — общество слепых. В настоящее время это жилой дом. Здание является объектом культурного наследия Российской Федерации (код 2500667000). |

### № 1 — театр «Тихий океан»
| 43°07′01″ с. ш. 131°52′49″ в. д. Первое в городе капитальное здание театра, пристроенное в 1899 году купцом Ивановым к зданию гостиницы «Тихий океан». Театральный зал на 775 мест открылся 1 июня 1899 года. Позже здесь находился первый в городе иллюзион «Электробиограф». С 1910 года — жилое здание. |

### № 3
| 43°07′01″ с. ш. 131°52′49″ в. д. Небольшое здание современной постройки. На первом этаже находится ресторан китайской кухни «Сапфир» и мясной ресторан. На втором этаже находится ночной клуб. |

### № 4 — доходный дом Коркина
|  | 43°07′01″ с. ш. 131°52′43″ в. д. Здание является объектом культурного наследия Российской Федерации (код 2500668000). |

### № 5, строения 1 и 3 — доходный дом Медведева
| 43°07′01″ с. ш. 131°52′50″ в. д. «Дом Медведева» занимала торговая фирма «Симменс и Гальке». Здание является объектом культурного наследия Российской Федерации (код 2500670000). |

### № 5, строение 2 —доходный дом Жуклевича
| 43°07′01″ с. ш. 131°52′53″ в. д. Дом принадлежал торговцу молочными продуктами и сырами Леопольду Нейшеллеру. Здесь располагался ресторан и страховое общество «Саламандра». После русско-японской войны в здании разместилась контора российско-американской мануфактуры «Треугольник». Здание является объектом культурного наследия Российской Федерации (код 2500669000). |

### № 6-А — дом Колесниковых (номера «Россия»)
|  | 43°07′01″ с. ш. 131°52′53″ в. д. Объект культурного наследия Российской Федерации (код 2500671000). |

### № 6-Б — дом Колесниковых
|  | 43°07′01″ с. ш. 131°52′53″ в. д. Объект культурного наследия Российской Федерации (код 2500672000). |

### № 7 — чайный дом и склад мануфактуры Жуклевича
| 43°07′01″ с. ш. 131°52′53″ в. д. Построен в 1911 году. Объект культурного наследия Российской Федерации (код 2500134000). |

### № 8 — дом Золотухина (гостиница «Европа»)
|  | 43°07′01″ с. ш. 131°52′45″ в. д. В июне 2012 года в здании было расположено Управление по делам Президента. Объект культурного наследия Российской Федерации (код 2500673000). |

### № 9, строение 1 — доходный дом А. К. Купера
| 43°07′01″ с. ш. 131°52′53″ в. д. Построено в начале XX века. Объект культурного наследия Российской Федерации (код 2500674000). |

### № 10 —гостиница «Версаль»
|  | 43°07′00″ с. ш. 131°52′47″ в. д. История гостиницы «Версаль» началась в 1906 году, когда Владивостокская городская управа отвела крупному сахаропромышленнику, купцу 2-й гильдии Л. С. Радомышельскому земельный участок под постройку здания. Проект здания создал известный во Владивостоке архитектор И. В. Мешков, ранее построивший не одно здание в историческом центре города. На первом этаже планировалось разместить торговые помещения, на верхних этажах — «меблированные номера» и кухню. Через два года, 16 января 1909 года здание было освящено и начало функционировать как гостиница, на первом этаже открылись кондитерский, бакалейный и галантерейный магазины торговых домов «Чурин и К°», «Бризе и Даниэль». До 1917 года «Версаль» оставался самой престижной и дорогой гостиницей в городе. Объект культурного наследия РФ (код 2510042000). |

### № 11 —гостиница «Централь»
| 43°07′01″ с. ш. 131°52′53″ в. д. Здание построено в 1896 году. В настоящее время (июнь 2012 года) в здании расположен филиал банка «Приморье». Объект культурного наследия Российской Федерации (код 2500675000). |

### № 12 —золото-сплавная лаборатория Русско-Азиатского банка
|  | 43°07′00″ с. ш. 131°52′50″ в. д. Двухэтажный дом с башенкой-бельведером выстроен в 1899 году (по другим данным — в 1903 году). Это первое в городе банковское здание. Здесь до 1913 года располагалось отделение Русско-Китайского банка, затем городской общественный банк, а с 1923 года — коммунальный банк. Некоторое время здесь размещались редакции газет «Далёкая окраина» и «Дальневосточное обозрение». Объект культурного наследия Российской Федерации (код 2500135000). |

### № 13 —гостиница и театр «Золотой Рог»
| 43°06′59″ с. ш. 131°52′58″ в. д. Участок, на котором в настоящее время стоит дом № 13 по ул. Светланской, в 1872 году был приобретён купеческим сыном А. В. Зайковым, который построил здесь деревянный дом. Три года спустя он продал участок и дом купцу 2-й гильдии В. И. Полячеку, а тот в 1876 году перепродал его купцу И. И. Галецкому. Галецкий был родоначальником гостиничного бизнеса во Владивостоке. Первоначально он сдавал в доме несколько меблированных комнат, затем, пристраивая к дому новые помещения, в начале 1880-х годов превратил его в двухэтажную гостиницу. В 1885 году он пристроил к гостинице деревянный зрительный зал на 350 мест, который стал первой театральной площадкой во Владивостоке и был известен среди местных жителей как «театр мадам Галецкой», хотя официально и театр, и гостиница назывались «Золотой Рог». Современное здание построено в 1901—1903 годах инженером И. С. Багиновым. Сейчас в здании находится торговый центр «Золотой рог» и офисные помещения. |

### № 14 —Доходный дом И. В. Мешкова (Здание Центрсоюза)
|  | 43°06′59″ с. ш. 131°52′52″ в. д. Построен в 1911 году, архитектор — И. В. Мешков. На первом этаже этого дома работал ресторан «Модерн», в 1912 году переименованный в «Медведь». Затем здесь разместилась биржа труда, на которой в 1918 году некоторое время работал поэт Н. Асеев. После выхода его сборника «Бомба», Асеев стал самым популярным поэтом Владивостока и оставил работу. В советское время здесь размещались различные кооперативные учреждения Центросоюза. Объект культурного наследия Российской Федерации (код 2510044000). |

### № 15-А —Театр юного зрителя
| 43°06′59″ с. ш. 131°53′01″ в. д. Построен в 1944 году. В настоящее время в здании размещается Приморский краевой драматический театр молодежи. Объект культурного наследия Российской Федерации (код 2510045000). |

### № 16 — дом Багинова
|  | 43°06′59″ с. ш. 131°52′53″ в. д. Здание построено в 1903 году инженером И. С. Багиновым. До 1920-х годов здесь находился магазин Чистякова, а в 1925 году разместилось правление только что созданного отделения «Пролеткино». Сейчас здесь находятся магазины «Военная книга» и «Охотспорттовары». Объект культурного наследия Российской Федерации (код 2500676000). |

### № 17 — доходный дом Катчана
| 43°06′59″ с. ш. 131°53′02″ в. д. Небольшой трёхэтажный дом, построенный в 1908 (под другим данным — в 1906) году по заказу китайского коммерсанта Катчана в стиле, известном в Юго-Восточной Азии с XVIII века, который иногда называют «восточной версией ионической капители». Первый этаж был занят ювелирным магазином К. Филипека, на верхних этажах располагались жилые помещения. Объект культурного наследия Российской Федерации (код 2500677000). |

### № 18, строение 1 — доходный дом Берковича
|  | 43°07′01″ с. ш. 131°52′53″ в. д. Объект культурного наследия Российской Федерации (код 2500678000). |

### № 18, строение Б — дом В. А. Плансона
|  | 43°07′01″ с. ш. 131°52′53″ в. д. Построен в 1900-х годах. Объект культурного наследия Российской Федерации (код 2500866000). |

### № 20 —здание Сибирского банка (дом В.П. Бабинцева)
|  | 43°07′01″ с. ш. 131°52′53″ в. д. Построено в 1903—1906 годах. До революции это здание, известное как «дом Бабинцева», принадлежало торговому дому «Бриннер, Кузнецов и К°». Здесь размещался Сибирский торговый банк, магазины, квартиры. В 1930 году здание было передано ТИНРО. В 1975 году в верхней части здания была смонтирована «бегущая строка» первой во Владивостоке световой газеты. В настоящее время в здании находится основная экспозиция объединённого краеведческого музея им. А. К. Арсеньева. Объект культурного наследия Российской Федерации (код 2500136000). |

### № 22 — здание краевой администрации
|  | 18-этажный «Белый дом» (раньше — дом Советов) является самым высоким общественным зданием города. В основу здания высотой 75,2 м был заложен стальной каркас с железобетонным ядром жёсткости блока лифтовых шахт. Облицовка — навесные керамзитобетонные панели. Здание введено в эксплуатацию в 1983 году. |

### № 23, строение 1 — доходный дом Тау Цзелинь (магазин «Зелёные кирпичики»)
| 43°06′58″ с. ш. 131°53′04″ в. д. Здание магазина «Зелёные кирпичики» построено в 1909 году и почти 100 лет своей истории было облицовано привезённой из Гамбурга тёмно-зелёной лаковой плиткой, которая и дала название магазину. В 2006 году во время ремонта плитка была удалена владельцами магазина, и вместо неё появилась новая, светло-зелёная. Первоначально в здании находился магазин китаянки Тау Цзелинь, где продавались модные дамские наряды, сумочки и галантерея. Затем здесь был магазин элитного китайского чая Син-Шан, магазин вин Бабунидзе, корсетная мастерская Мари и салон маскарадных костюмов, гравёрная мастерская Новакова, ресторан «Москва», хлебопекарня Букреева, международный коммерческий клуб. В годы советской власти здесь открылся магазин Центрального рабочего кооператива. . Объект культурного наследия Российской Федерации (код 2500679000 и 2500680000). |

### № 25 —здание Дальрыбвтуза
| 43°06′58″ с. ш. 131°53′07″ в. д. Построено в 1936—1950 годах. Место, где стоит это здание, было застроено практически со дня основания города. В 1864 году матросы шхуны «Алеут» построили здесь цейхгауз для хранения продуктов. В 1876 году деревянное здание было перестроено городским архитектором Ю. Э. Рего, и здесь разместилась переведённая из Николаевска-на-Амуре мужская прогимназия. В одном из помещений прогимназии до 1890 года размещались экспонаты Общества изучения Амурского края. В начале XX в. в здании размещалось Коммерческое училище, в котором в 1912—1918 годах учился писатель Александр Фадеев. В 1936 году на месте старого деревянного здания планировалось построить каменный восьмиэтажный «дом промышленности» (архитекторы Н. А. Логинов и И. А. Петренко). Война помешала ввести дом в эксплуатацию по плану — в 1941 году. После войны дом достраивал архитектор М. С. Смирнов. В 1950 году по окончании строительства дом был передан Дальрыбвтузу. В настоящее время здесь располагается главный корпус этого вуза, в 1996 году преобразованного в технический университет. Объект культурного наследия Российской Федерации (код 2500681000). |

### № 29 — дом Иогана Лангелитье
| 43°06′58″ с. ш. 131°53′04″ в. д. Построен в 1905 году. Объект культурного наследия Российской Федерации (код 2500682000). |

### № 31 —кинотеатр «Уссури»
| 43°06′57″ с. ш. 131°53′12″ в. д. Построено в 1920-е годы. Объект культурного наследия Российской Федерации (код 2500137000). |

### № 31, строение 1 — дом Товарищества Кунст и Альберс
| 43°06′58″ с. ш. 131°53′04″ в. д. Построен в начале XX века. Объект культурного наследия Российской Федерации (код 2500683000). |

### № 31, строение 2 — дом Товарищества Кунст и Альберс
| 43°06′58″ с. ш. 131°53′04″ в. д. Построен в начале XX века. Объект культурного наследия Российской Федерации (код 2500684000). |

### № 31, строение 3 — дом Товарищества Кунст и Альберс
| 43°06′58″ с. ш. 131°53′04″ в. д. Построен в начале XX века. Объект культурного наследия Российской Федерации (код 2500685000). |

### № 33 — дом Товарищества Кунст и Альберс
| 43°06′56″ с. ш. 131°53′14″ в. д. Построен в начале XX века. Объект культурного наследия Российской Федерации (код 2500686000). |

### № 35 —здание магазина «Кунст и Альберс»
| 43°06′56″ с. ш. 131°53′17″ в. д. Владивостокский ГУМ, начавший свою работу в 1934 году, располагается в историческом здании, построенном в 1884 (по другим данным — в 1880) году торговой фирмой «Кунст и Альберс». Фирма «Кунст и Альберс» основана в 1864 году выходцами из Германии Густавом Кунстом и Густавом Альберсом, которые начали своё дело на российском Дальнем Востоке, потерпев неудачу на китайском рынке, монополизированном англичанами и французами. В 1865 году фирма построила во Владивостоке первый магазин, который продавал инструменты, сахар, чай, спички, свечи, ткани, оружие и водку. К началу XX века компания стала крупнейшим розничным торговцем на Дальнем Востоке. Современное здание магазина «Кунст и Альберс» открыто 1 апреля 1884 года. По утверждению немецкого журналиста Лотара Дига, даже в Германии в это время не было такого крупного и роскошного универсального магазина. В Советской России деятельность фирмы продолжалась до мая 1929 года. В дальнейшем в здании был открыт магазин ЦРК (Центральный Рабочий Кооператив). В январе 1934 года было решено организовать здесь образцовый универсальный магазин. 26 июля 1934 года состоялось его торжественное открытие. Здание, ставшее первым каменным магазином во Владивостоке, спроектировано архитектором Г. Р. Юнгхенделем в стиле немецкого модерна и построено из материалов, поставленных из Гамбурга. В апреле 1906 года оно подверглось реконструкции, в процессе которой приняло современный вид. Фасад украшен фигурами из древнегерманского эпоса, а также символами торговли: ангел с якорем в руке (морская торговля); ангел с жезлом бога Меркурия; жезл, обвитый двумя змеями. Объект культурного наследия Российской Федерации (код 2500138000). |

### № 38 — «городской дом» бывший торговый дом «Бринер, Кузнецов и ко».
|  | 43°06′58″ с. ш. 131°53′04″ в. д. Построен в 1897 году. Объект культурного наследия Российской Федерации (код 2500687000). |

### № 39 —ансамбль жилых домов
| 43°07′01″ с. ш. 131°52′53″ в. д. Построен в конце XIX века. Объект культурного наследия Российской Федерации (код 2500139000). |

строение 1 — жилой дом
| 43°06′58″ с. ш. 131°53′04″ в. д. Объект культурного наследия Российской Федерации (код 2500139001). |

строение 2 — жилой дом
| 43°06′58″ с. ш. 131°53′04″ в. д. Объект культурного наследия Российской Федерации (код 2500139002). |

строение 3 — жилой дом
| 43°06′58″ с. ш. 131°53′04″ в. д. Построен в конце XIX века. Объект культурного наследия Российской Федерации (код 2500139003). |

### № 39, строение 5 — жилой дом
43°06′58″ с. ш. 131°53′04″ в. д.
Построен в начале XX века.
Объект культурного наследия Российской Федерации (код 2500688000).

### № 40 — административное здание торгового дома «Кунст и Альберс»
|  | 43°06′58″ с. ш. 131°53′04″ в. д. Построено в 1903 году. Долгое время считалось, что автором проекта и строителем здания был архитектор Георг Юнгхендель, что даже было указано в Материалах к Своду памятников истории и культуры Приморского края. В действительности автор проекта — самый успешный и «плодовитый» архитектор дореволюционного Владивостока В. А. Плансон, что бесспорно подтверждается документами музея русской культуры в городе Сан-Франциско (США).. Объект культурного наследия Российской Федерации (код 2510047000). |

### № 41 — Почтамт
| 43°06′58″ с. ш. 131°53′04″ в. д. Построено в 1899 году, архитектор А. А. Гвоздзиовский. Строитель китайский национальный подрядчик Санг Синьюн (кит. 桑新云) Объект культурного наследия Российской Федерации (код 2510048000). |

### Памятник Элеоноре Прей
Открыт 4 июля 2014 года.

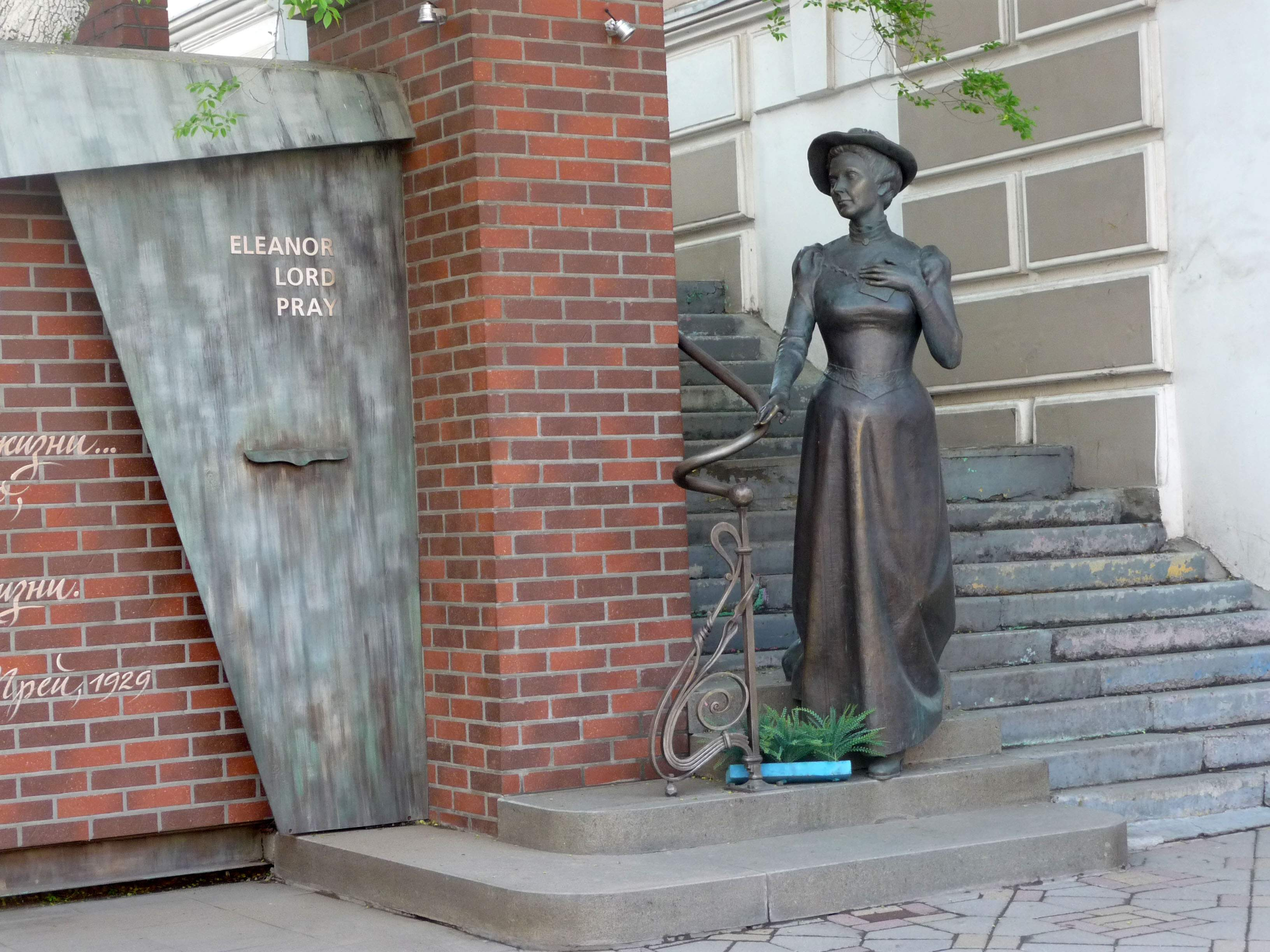
Памятник Элеоноре Прей

Элеонора Прей, жена владельца американского магазина во Владивостоке, прожившая здесь 36 лет с 1894 по 1930 год, известна множеством писем и фотографий, составляющих своеобразную хронику жизни в городе на рубеже XIX—XX веков. На памятнике работы скульптора Алексея Бокия изображена спускающейся с лестницы, ведущей к дому в Почтовом переулке, где она жила.
На стене рядом со скульптурой нанесены строчки из её письма от 1929 года, в которых говорится, что во Владивостоке «прошла лучшая часть» её жизни.
Письма Элеоноры Прей, проиллюстрированные фотографиями из семейного альбома её семьи, были изданы в 2008 году и стали сенсацией во Владивостоке.

### № 43 — доходный дом Пьянковых
| 43°06′58″ с. ш. 131°53′04″ в. д. Построен в 1903 году, архитектор И. В. Мешков. Объект культурного наследия Российской Федерации (код 2510049000). |

### № 44 — доходный дом Шевелева
43°06′58″ с. ш. 131°53′04″ в. д.
Построен в 1907 году.
Объект культурного наследия Российской Федерации (код 2500689000).

### № 45 — здание магазина «Чурин и Касьянов»
43°06′58″ с. ш. 131°53′04″ в. д.
Построен в 1914—1915 годах.

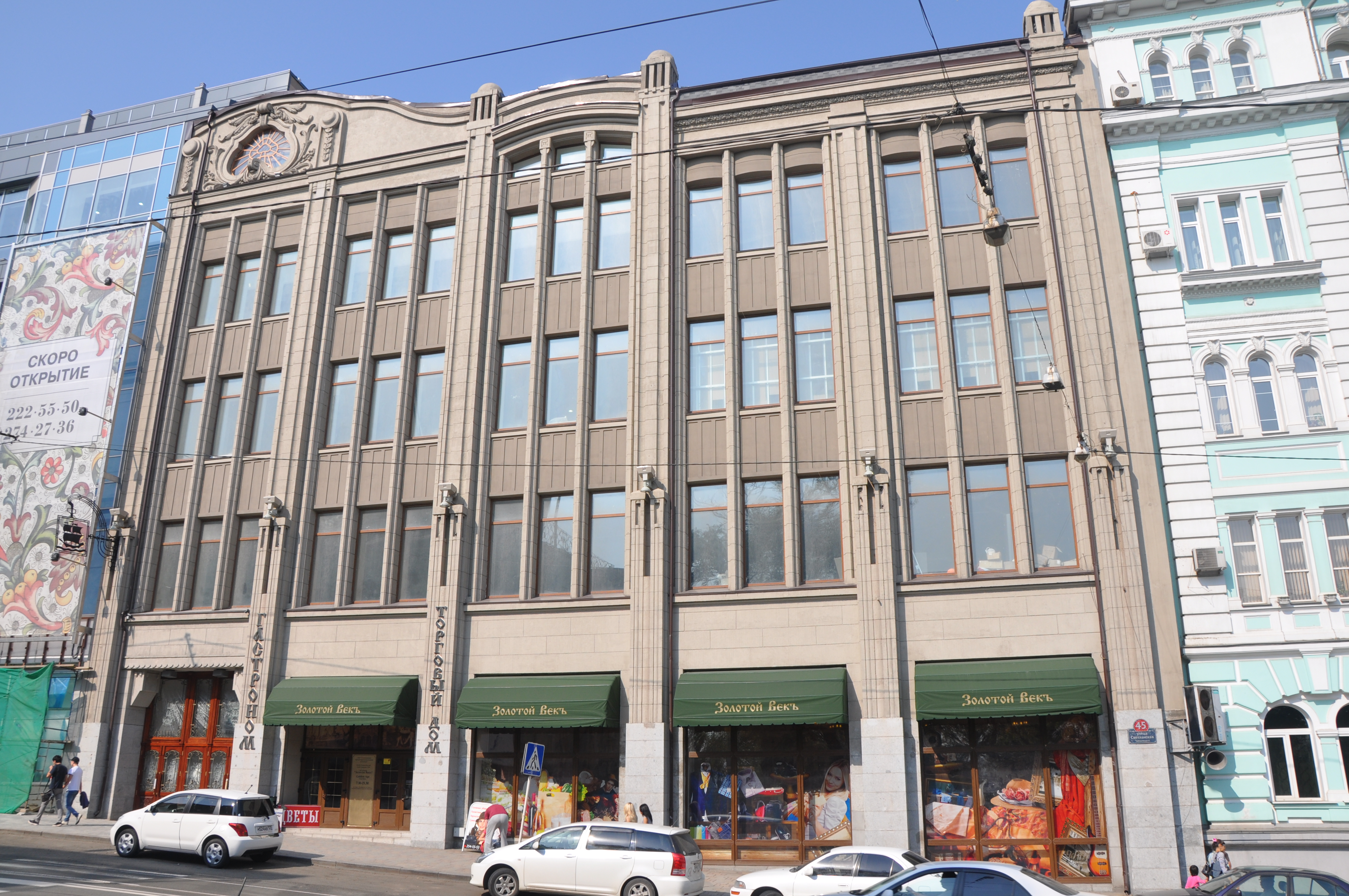
Светланская, 45, Здание магазина «Чурин и Касьянов»

Объект культурного наследия Российской Федерации (код 2500143000).

### № 45, строение 1 — здание магазина «Чурин и Касьянов»
43°06′58″ с. ш. 131°53′04″ в. д.
Построен в 1916 году, архитектор В. Николаев.
Объект культурного наследия Российской Федерации (код 2510050000).

### № 46 — дом Семёнова
43°06′58″ с. ш. 131°53′04″ в. д.
Построен в 1903 году, архитектор И. В. Мешков.
Объект культурного наследия Российской Федерации (код 2510051000).

### № 47 — здание Главного морского штаба Сибирской флотилии
43°06′53″ с. ш. 131°53′32″ в. д.

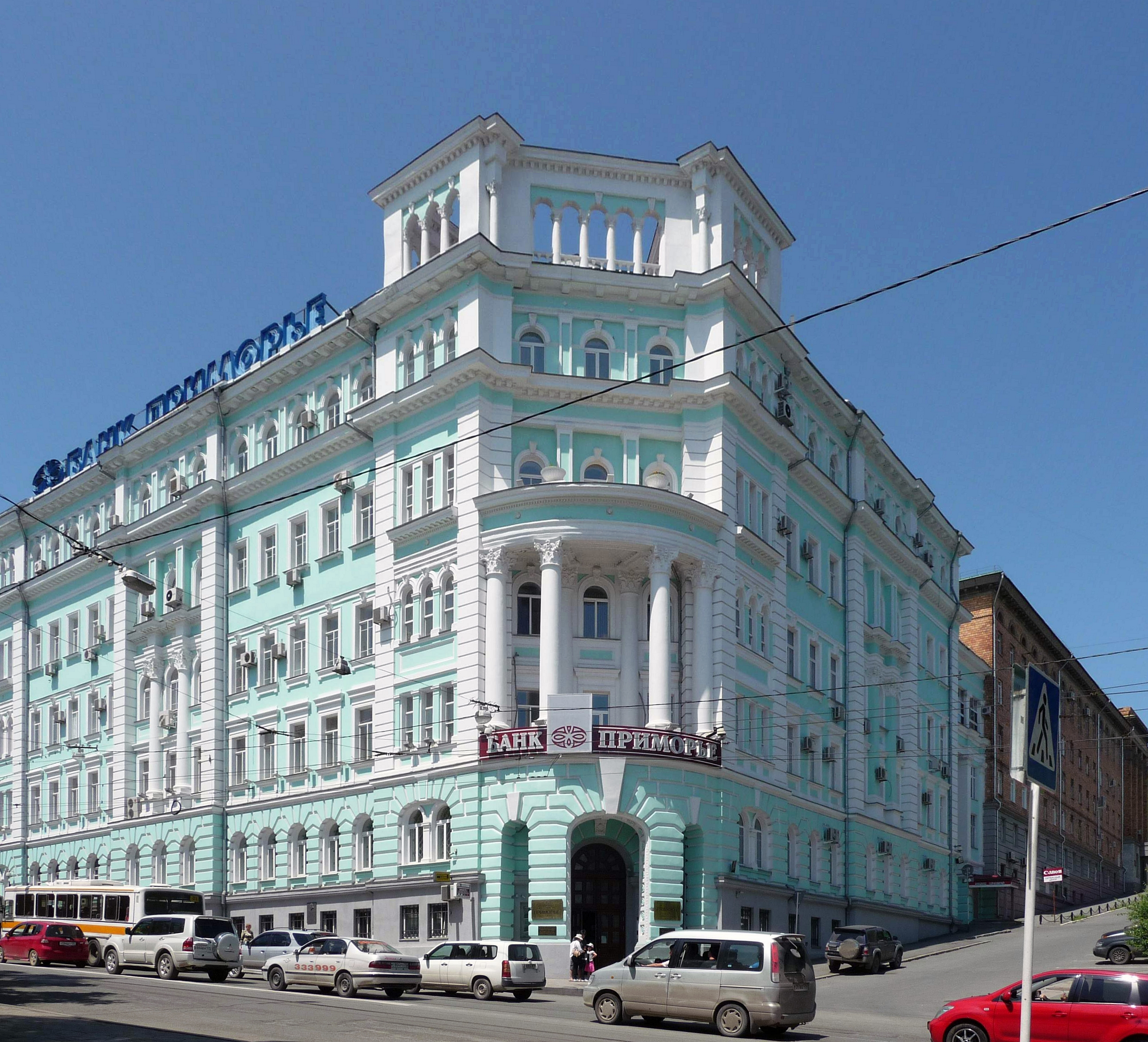
Банк «Приморье» (бывшее здание штаба Сибирской флотилии)

До 1873 года участок, где расположено здание, принадлежал выходцу из Германии Гуммелю. В 1873 году он продал участок военному ведомству порта, и здесь было построено деревянное здание Мариинского женского училища.
1909—1911 годах по проекту инженера-полковника И. А. Заборовского было построено здание Главного морского штаба Сибирской флотилии. Как и все казённые здания Владивостока того времени, оно было решено в классическом стиле. Первоначально здание было трёхэтажным, Г-образным, с длинной стороной вдоль Светланской и короткой — вдоль улицы Петра Великого.
В оригинальном виде здание сохранилось до 1938 года. В 1938—1944 годах здание было надстроено на два этажа и перестроено по проекту архитектора А. И. Порецкова в соответствии с канонами советской архитектуры 1930—1940-х годов. Автор сохранил пластику и декор старой части здания, но изменил его угловую часть, пристроив перед главным входом лоджию с арочным порталом, а над ней — колоннаду коринфского ордера. Над четвертым этажом вытянут упрощенный ордерный антаблемент, пятый этаж увенчан аттиком.
После установления Советской власти в Приморье в 1922 году в здании размещались партийные и советские органы: губком ВКП(б) и губисполком, Приморский обком партии, с октября 1938 по 1981 год — Приморский крайком ВКП(б) (затем — КПСС), в 1981—1990-х годах — Приморский крайком ВЛКСМ.
С 1991 года в здесь размещался архив Дальнего Востока, находящийся сейчас в Томске, с 1994 года в здании находится банк «Приморье».
Объект культурного наследия Российской Федерации (код 2510052000).

### № 49 — краевой драматический театр имени Горького

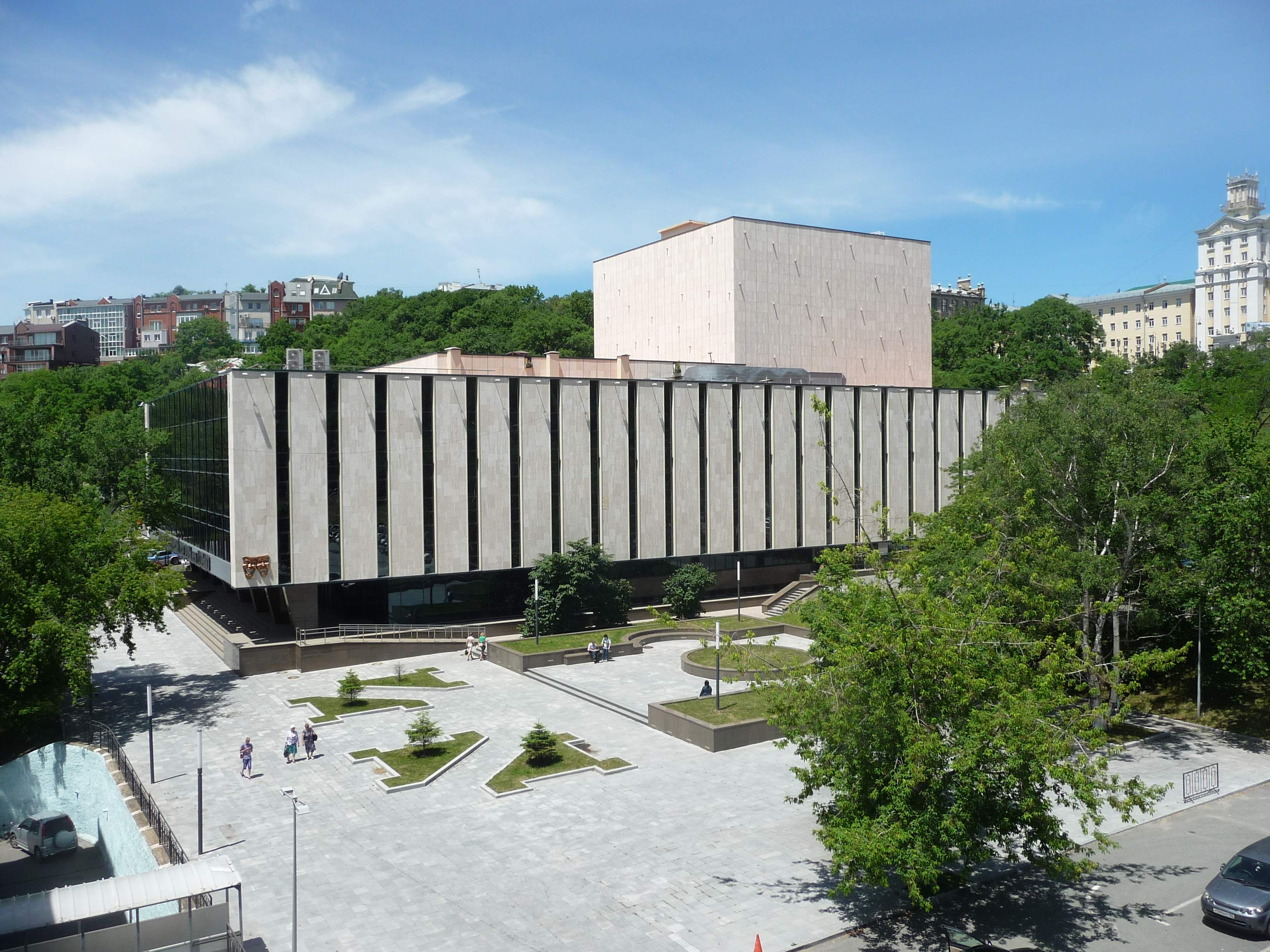
Театр им. Горького

Приморский краевой драматический театр был создан в 1931 году. В труппу театра вошли актёры приглашённые из театров Хабаровска и других городов, а также молодые актёры из Владивостокского театра рабочей молодёжи.
Здание на Светланской, 49 с большим залом на 900 мест было построено в 1975 году, до этого театр находился на Светланской, 13.

### Памятник Владимиру Высоцкому
Установлен в Театральном сквере 25 июля 2013 года. Рядом с памятником располагается звуковая аппаратура, из которой клуглосуточно негромко звучат песни Высоцкого. Памятник выполнен из бронзы по проекту молодого скульптора Петра Чегодаева, для которого он стал первой крупной работой. Средства на создание монумента собраны поклонниками певца, среди которых был мэр Владивостока Игорь Пушкарев.
В 1971 году Владимир Высоцкий посетил Владивосток и дал здесь шесть концертов.

### № 50 — ДВО РАН
43°06′58″ с. ш. 131°53′04″ в. д.

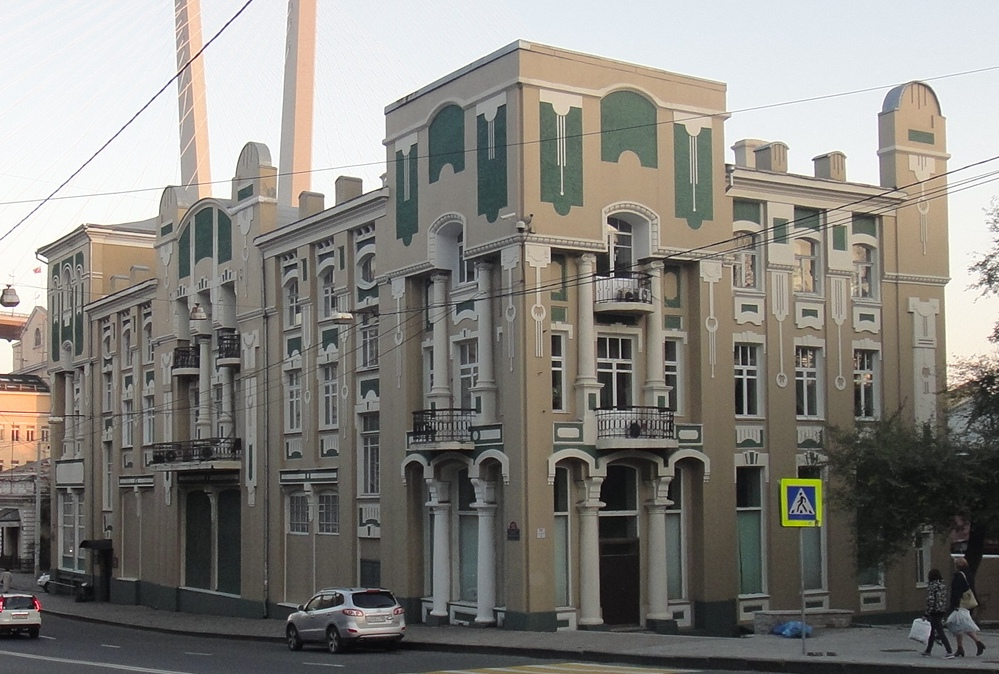
Светланская, 50

Здание построено в 1914 году, архитектор Н. Д. Федосеев.
В этом здании академиком В. Л. Комаровым в 1932 году был организован Дальневосточный филиал АН СССР (ныне ДВО РАН) — первый периферийный филиал Академии. Здесь работали академики гидробиолог С. А. Зернов, гельминтолог К. И. Скрябин и другие видные учёные.
Объект культурного наследия Российской Федерации (код 2510053000).

### № 51 — доходный дом
43°06′52″ с. ш. 131°53′36″ в. д.

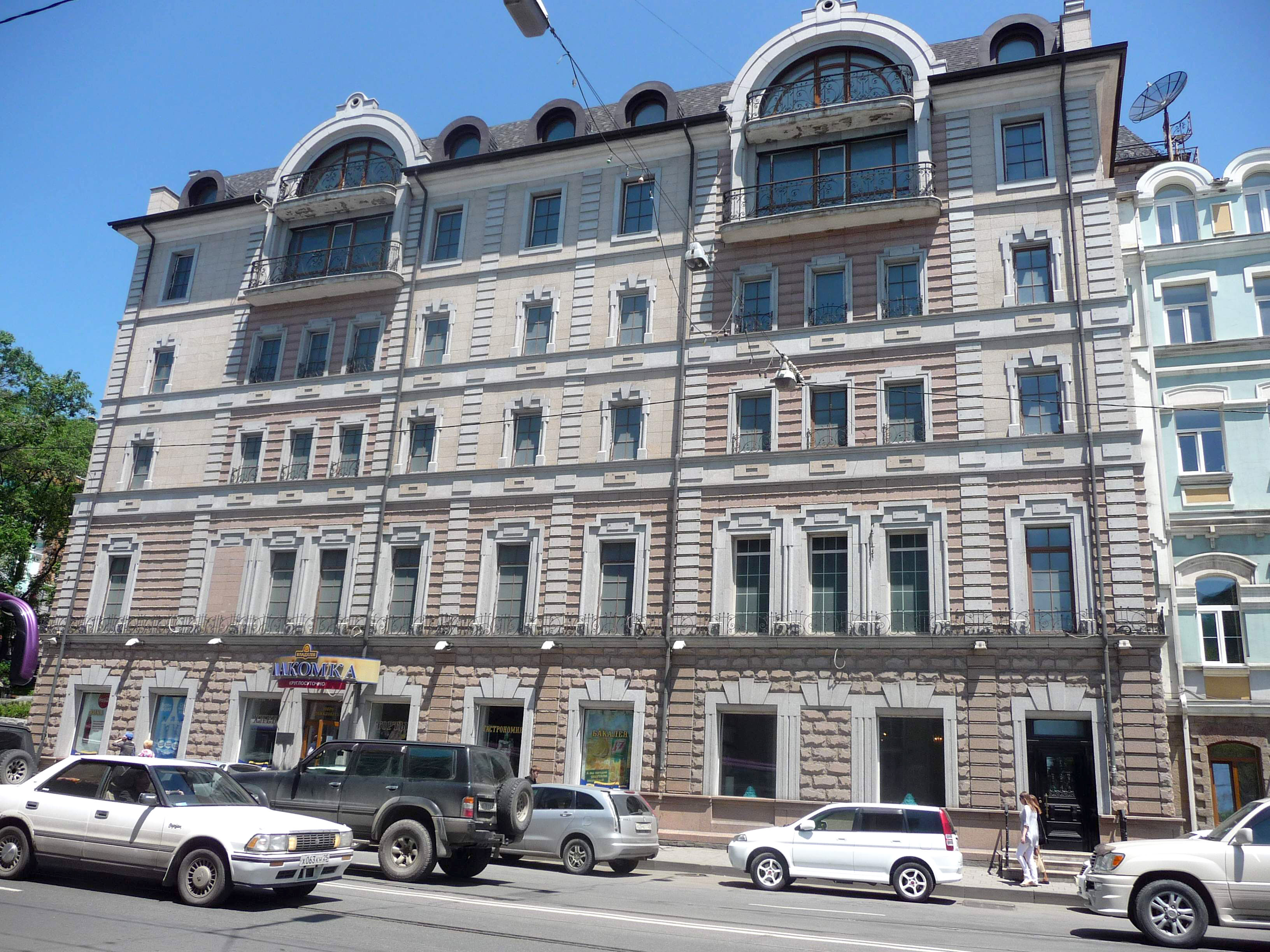
Светланская, 51

Построен в 1892 году на месте деревянного дома и принадлежал М. Фёдорову, первому городскому голове, бывшему прапорщику. В нижнем этаже дома размещались магазины, а в начале XX в. здесь размещалась фотография Подзорова.
Объект культурного наследия Российской Федерации (код 2500690000).

### № 52 — дом генерал-губернатора
43°06′58″ с. ш. 131°53′04″ в. д.

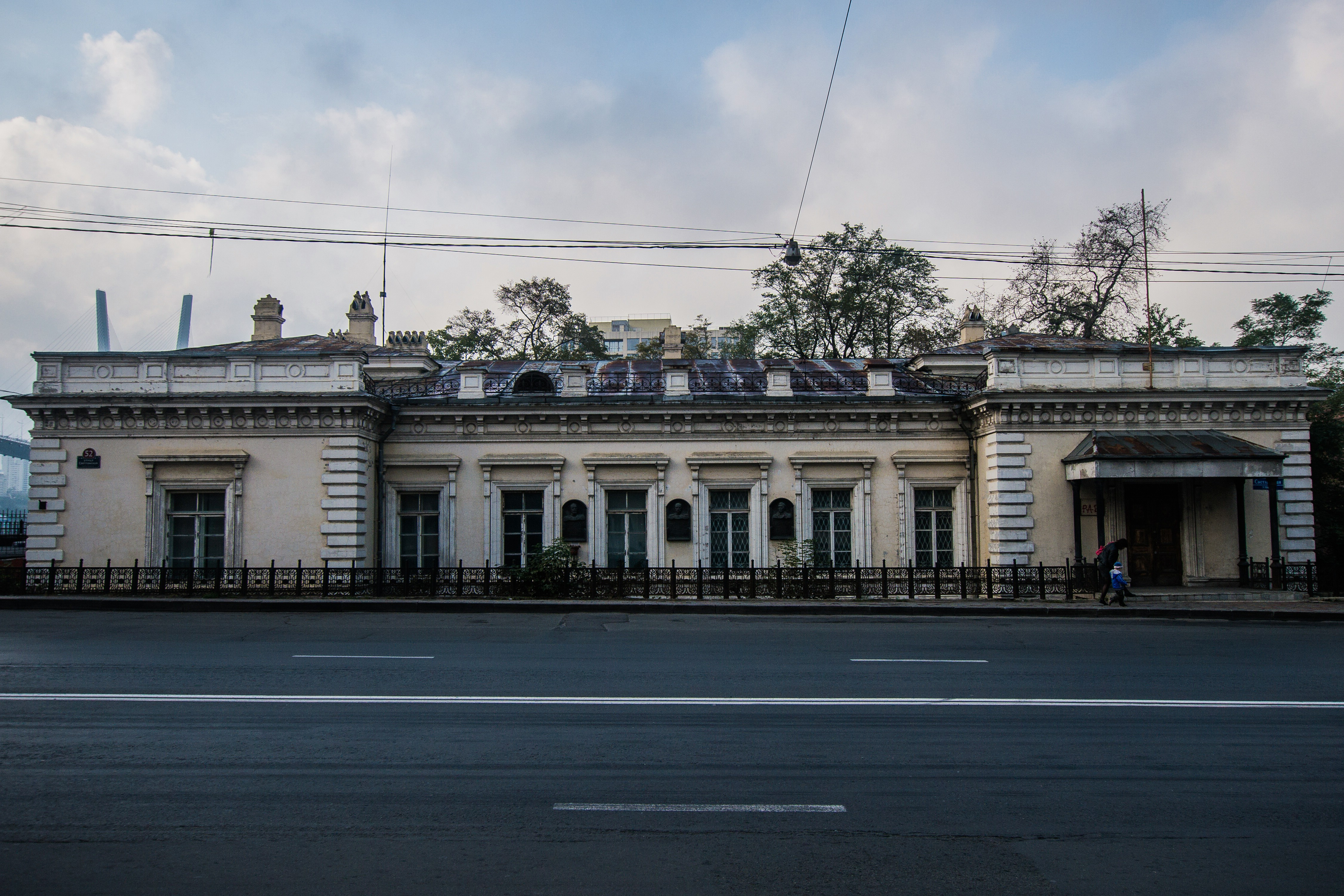
Светланская, 52

Здание построено в 1889—1891 году, архитектор В. Г. Мооро. После февральской революции 1917 года здесь работал Владивостокский совет рабочих и солдатских депутатов. Во время контрреволюционного переворота летом 1918 года здесь были арестованы члены совета — К. Суханов, К. Мельников и другие. С 1925 года здесь размещался детский дворец им. Ильича. В середине 1980-х годов он носил название «Дом пионеров и школьников Ленинского района».
На фасаде здания находятся мемориальные доски Николая II, П. Ф. Унтербергера, К. А. Суханова.
Во время своего посещения Владивостока в мае 1891 года в этом доме останавливался наследник престола цесаревич Николай (будущий император Николай II).
В 1891—1897 годах в этом доме жил и работал военный губернатор Приморской области (впоследствии — приамурский генерал-губернатор) П. Ф. Унтербергер.
Объект культурного наследия Российской Федерации (код 2510054000).

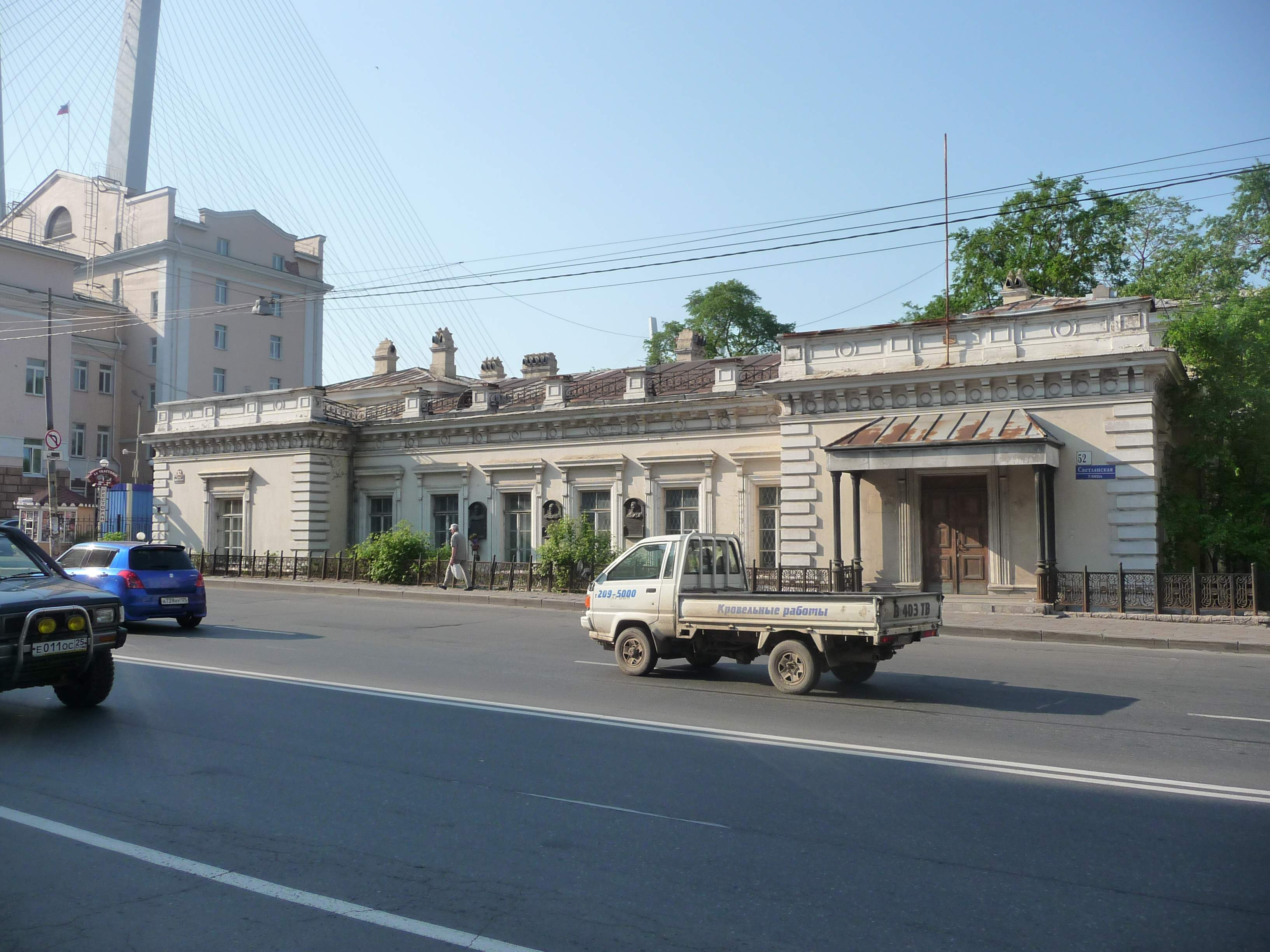
Светланская 52
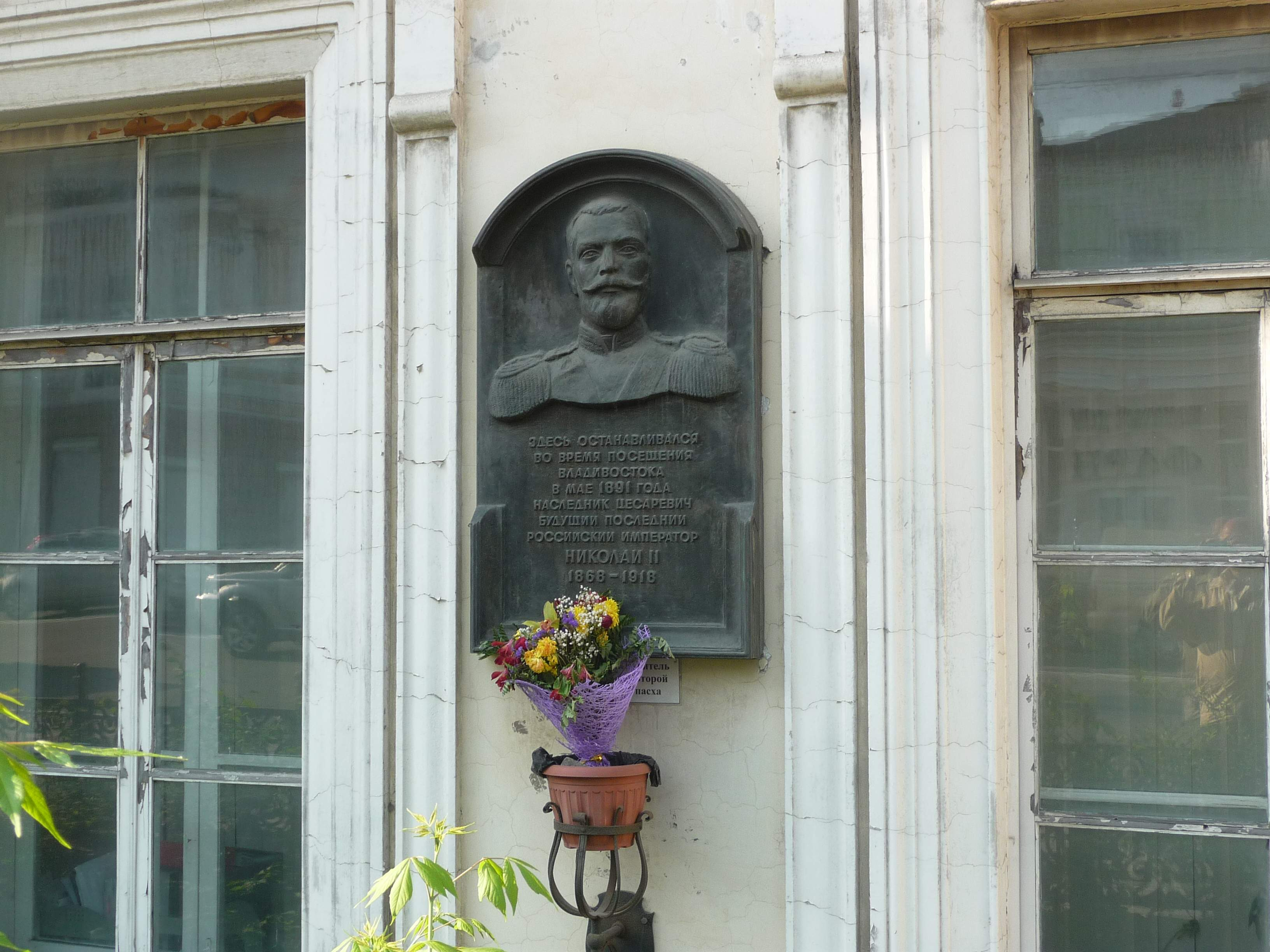
Мемориальная доска Николая II
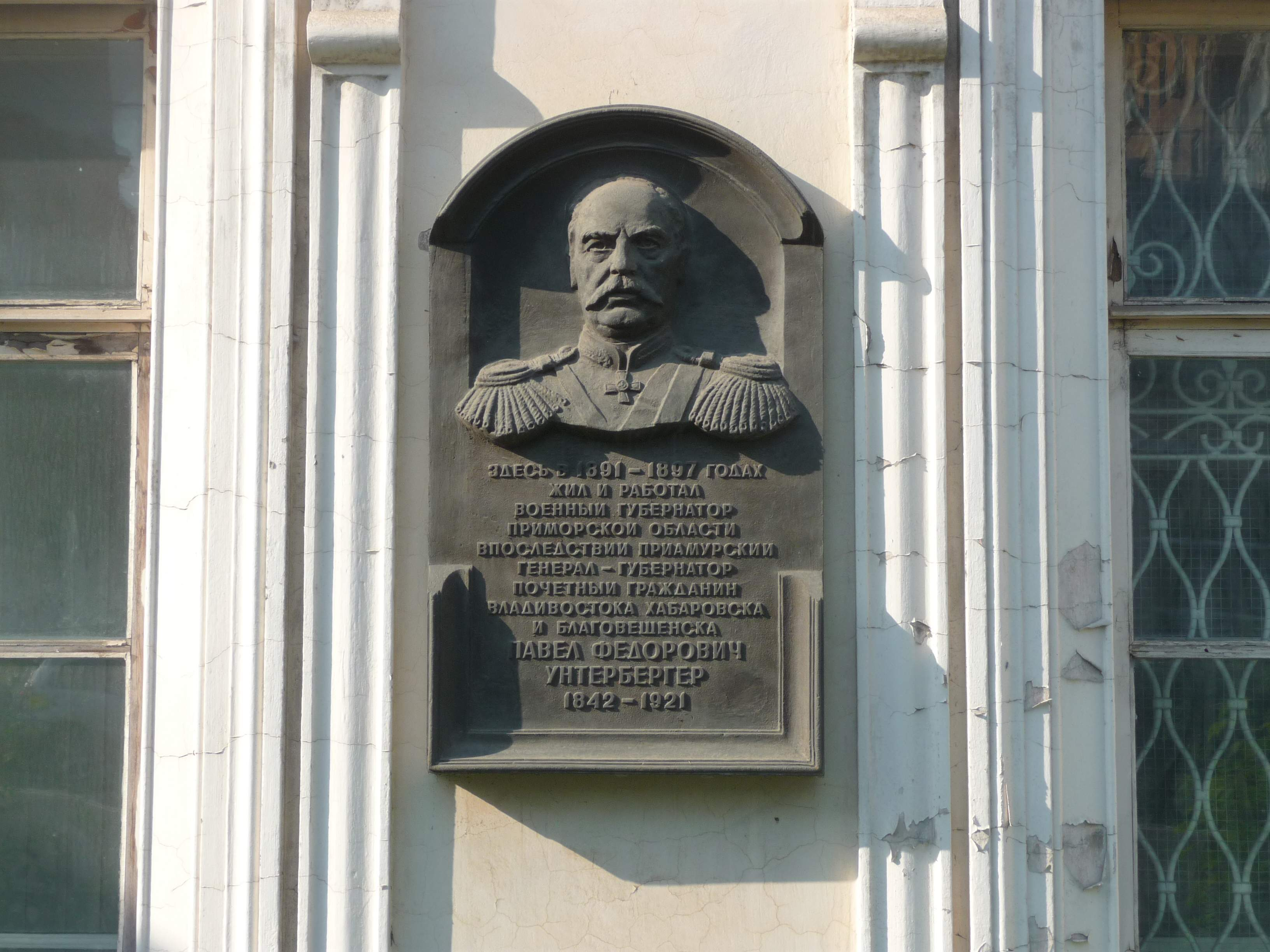
Мемориальная доска П. Ф. Унтербергера
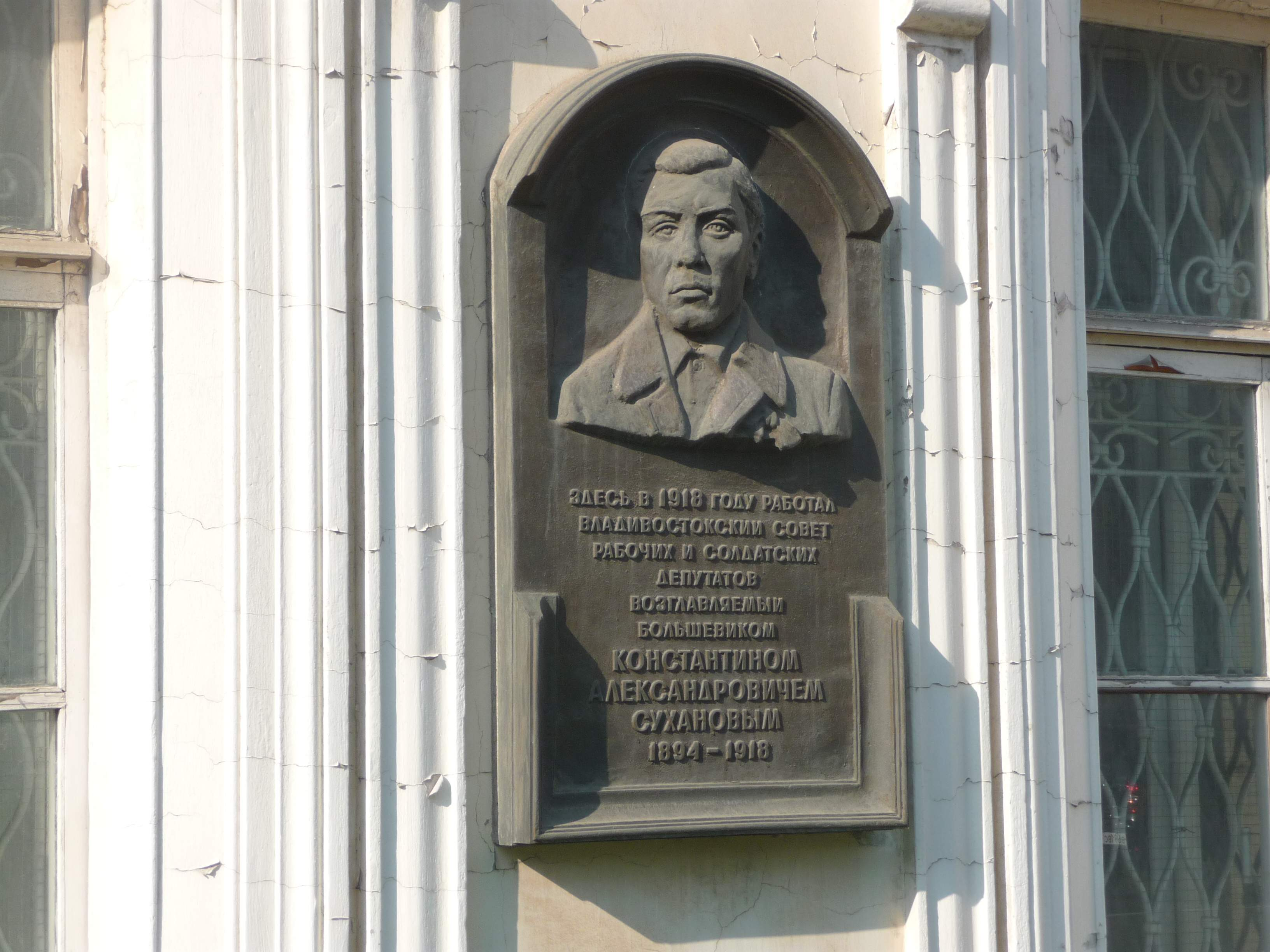
Мемориальная доска К. А. Суханова

### № 53, строение 1 — жилой дом
43°06′52″ с. ш. 131°53′37″ в. д.
Построен в начале XX века.
Объект культурного наследия Российской Федерации (код 2500691000).

### № 53, строение 2 — кондитерская Кокина
43°06′52″ с. ш. 131°53′38″ в. д.
Построено в начале XX века.
Объект культурного наследия Российской Федерации (код 2500692000).

### № 53, строение 3 — доходный дом Брюгина
43°06′52″ с. ш. 131°53′39″ в. д.
Построен в 1893 году.
Объект культурного наследия Российской Федерации (код 2500693000).

### № 54 — бывший городской комитет КПСС
|  | 43°06′58″ с. ш. 131°53′04″ в. д. Построен в 1953 году. Объект культурного наследия Российской Федерации (код 2500694000). В настоящее время в здании расположен Арбитражный суд Приморского края. |

### № 55 — дом Штейнбаха
| 43°06′51″ с. ш. 131°53′40″ в. д. Построен в 1901—1902 годах. Здание является объектом культурного наследия Российской Федерации (код 2500695000). |

### № 57 — бывшая городская управа
| 43°06′58″ с. ш. 131°53′04″ в. д. Здание начали строить в 1884 году купцы братья Генрих Вильгельм и Эдуард Рихард Дикманы. В 1886 году его достроил Иоганн Лангелитье для торгового дома «Иоганн Лангелитье и Ко», также в нём разместились квартиры служащих и контора. В 1895 году здание выкупила городская управа за 120 тысяч рублей. На нижнем этаже размещалось Общество народных чтений с небольшой библиотекой. В другой части и втором этажах размещались кабинеты городской управы. В это время к зданию примыкали два каменных пакгауза. Позже архитекторы и инженеры Гвоздиевский и Коновалов переоборудовали кабинеты под классы городского училища и сюда перевели детей из дома Соллогуба. С 1918 года в здании размещался городской банк. В 1937 году архитектор И. И. Петренко перестроил внутренние помещения и надстроил третий этаж для Управления связи и телефонной станции. В 1996 году здание было признано региональным памятником архитектуры. В начале 2000-х годов надстроили ещё два мансардных этажа. На 2020 год здание принадлежит ПАО «Ростелеком», а также в нём находится Музей связи. Объект культурного наследия Российской Федерации (код 2500696000). |

### № 59 — доходный дом Унжакова
| 43°06′58″ с. ш. 131°53′04″ в. д. Построен в 1909 году. Объект культурного наследия Российской Федерации (код 2500697000). |

### № 61 — дом Вальдена
| 43°06′51″ с. ш. 131°53′44″ в. д. Построен в начале XX века. Аксель Кириллович Вальден — уроженец Финляндии, поселился во Владивостоке в 1869 году, стал крупным предпринимателем и общественным деятелем. Потомственный почётный гражданин, гласный городской думы, казначей Владивостокского окружного правления общества спасения на водах, член учётно-ссудного Комитета Владивостокского отделения государственного банка. Дом на ул. Светланской, 61 Вальден построил для своего сына. Помещения на первом этаже были арендованы под аптеку Ивана Мироновоича Польского, который ещё в 1885 году построил первую в городе частную аптеку в деревянном здании неподалёку от этого места. Эта аптека существует по сей день под названием «Аптека № 28». Объект культурного наследия Российской Федерации (код 2500698000). |

### № 63 — многоквартирный жилой дом
| 43°06′58″ с. ш. 131°53′04″ в. д. Построен в 1939 году. Объект культурного наследия Российской Федерации (код 2500145000). |

### Золотой мост
|  | Золотой мост пересекает Светланскую улицу рядом с домом № 63. На нечётной стороне улицы ранее в этом месте находился сквер Пушкина, на чётной — Памятник морякам торгового флота, который во время строительства моста был перенесён на несколько десятков метров восточнее своего прежнего положения. |

### Памятник морякам торгового флота
43°06′58″ с. ш. 131°53′04″ в. д.
Построен в 1967 году в память о моряках торгового флота, погибших в годы Великой Отечественной войны. Расположен на углу Светланской и Пушкинской рядом с домом № 63 по Светланской. По обе стороны от памятника расположены 24 памятные доски с названиями судов и именами погибших моряков.
Авторы памятника — скульпторы О. Иконников, В. Зверев, архитекторы Ю. Вдовин, Б. Тхор. Прототипом капитана, центральной фигуры памятника, был Георгий Мезенцев, работавший в годы войны начальником Дальневосточного морского пароходства.
В 2011 году памятник был перенесён на пятьдесят метров восточнее, так как оказался под строящимся Золотым мостом. Для памятника был сооружён новый постамент.
Объект культурного наследия Российской Федерации (код 2500178000).

### № 65 — церковно-приходская школа
43°06′58″ с. ш. 131°53′04″ в. д.
Построен в начале XX века.
Объект культурного наследия Российской Федерации (код 2500699000).

### № 65-А — жилой дом
43°06′58″ с. ш. 131°53′04″ в. д.
Построен в 1947 году, архитектор А. И. Порецков.
Объект культурного наследия Российской Федерации (код 2510034000).

### № 66 — жилой дом
43°06′58″ с. ш. 131°53′04″ в. д.
Построен в начале XX века.
Объект культурного наследия Российской Федерации (код 2500700000).

### № 67 — штаб Тихоокеанского пограничного округа
43°06′58″ с. ш. 131°53′04″ в. д.
Построен в 1950-е годы.

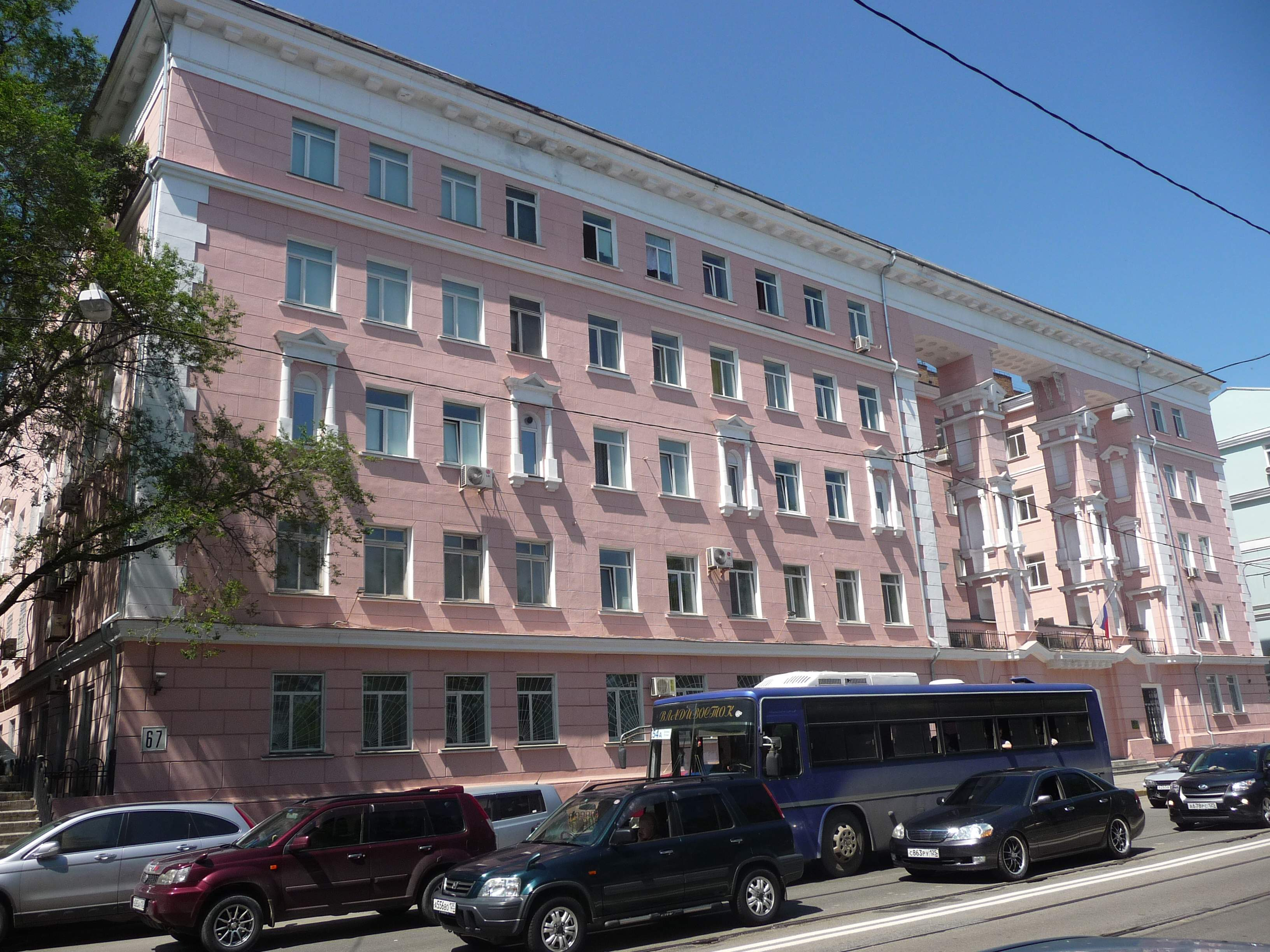
Светланская, 67

Объект культурного наследия Российской Федерации (код 2500701000).

### № 68 — здание Морского собрания
43°06′58″ с. ш. 131°53′04″ в. д.
Построено в 1906 году
Объект культурного наследия Российской Федерации (код 2510057000).

### № 69 — дом А. Д. Старцева
43°06′58″ с. ш. 131°53′04″ в. д.
Построен в 1899 году.

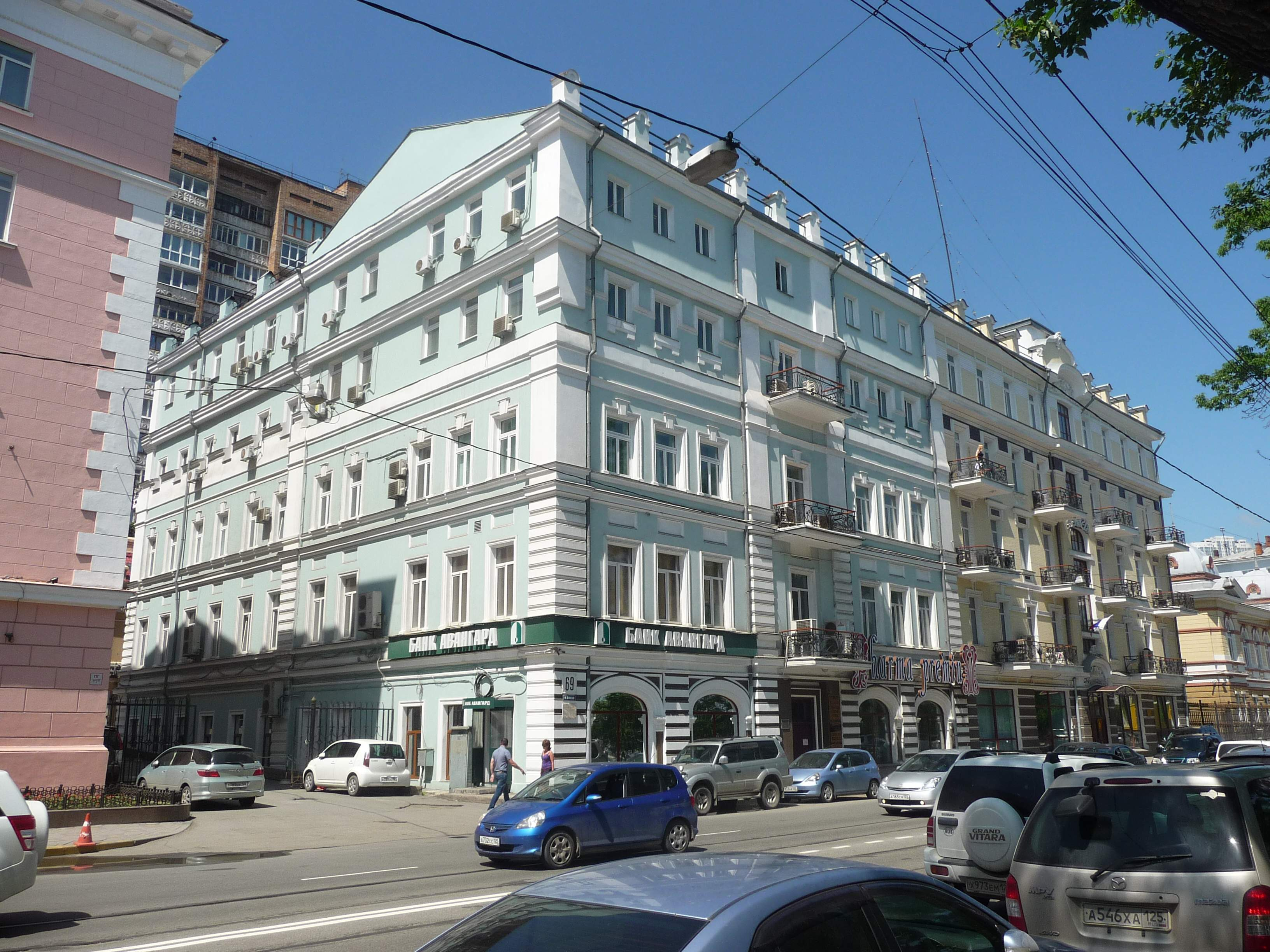
Светланская, 69

Объект культурного наследия Российской Федерации (код 2510058000).

### № 71 — здание банка
43°06′58″ с. ш. 131°53′04″ в. д.

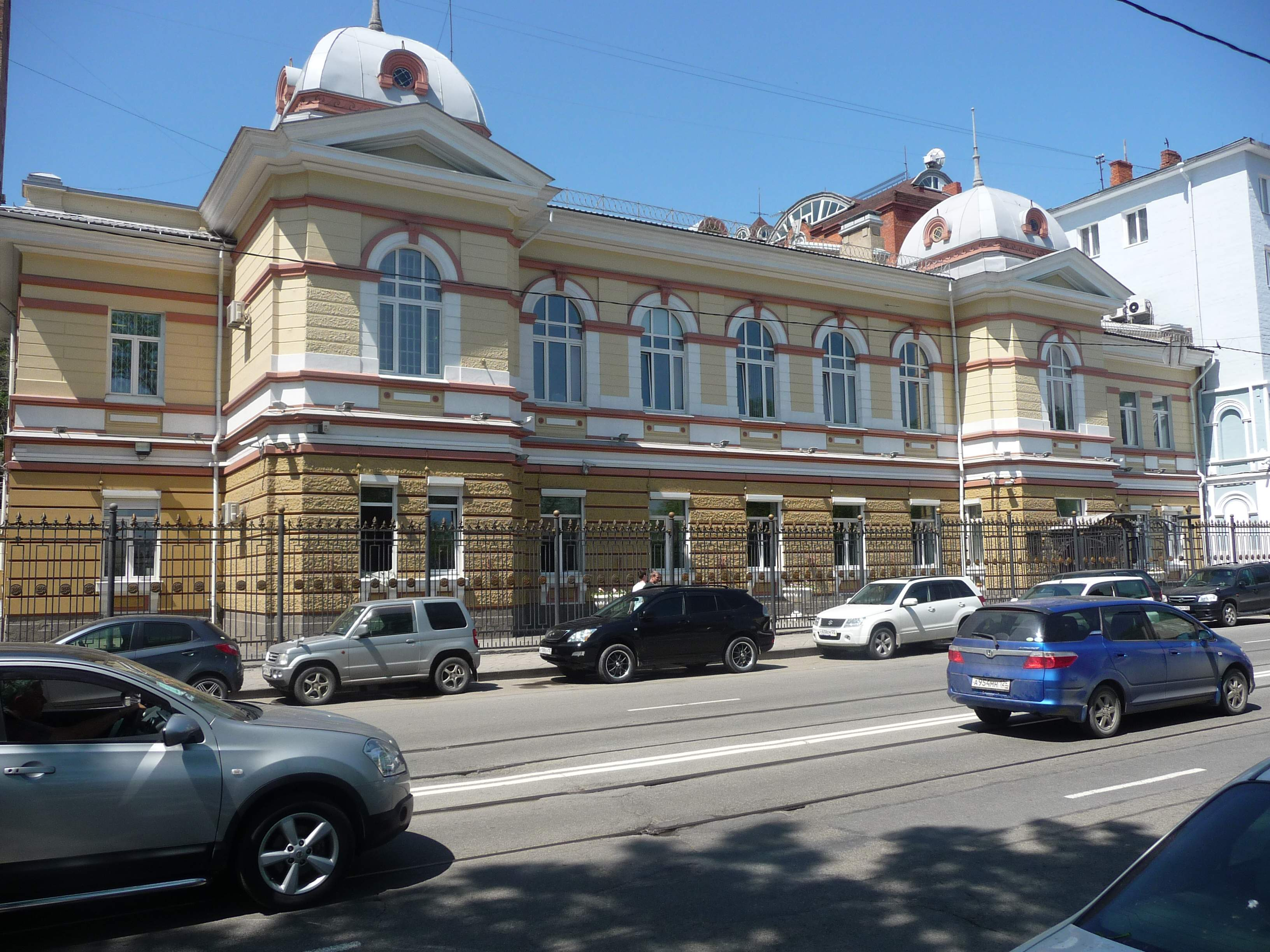
Светланская, 71

Построено в 1907 году. Ныне управление ЦБ РФ по Приморскому краю.
Объект культурного наследия Российской Федерации (код 2500045000).

### № 72 — управление Владивостокского порта и Сибирской флотилии
43°06′58″ с. ш. 131°53′04″ в. д.
Построено в 1903 году, архитектор И. И. Зеештрандт.
Объект культурного наследия Российской Федерации (код 2510059000).

### Памятник рабочим и служащим судоремонтного предприятия
43°06′58″ с. ш. 131°53′04″ в. д.
Скульптор С. И. Палиенко. Расположен между домом на Светланской, 72 и заводоуправлением.
Объект культурного наследия Российской Федерации (код 2500046000).

### Памятник адмиралу Невельскому
43°06′49″ с. ш. 131°53′53″ в. д.

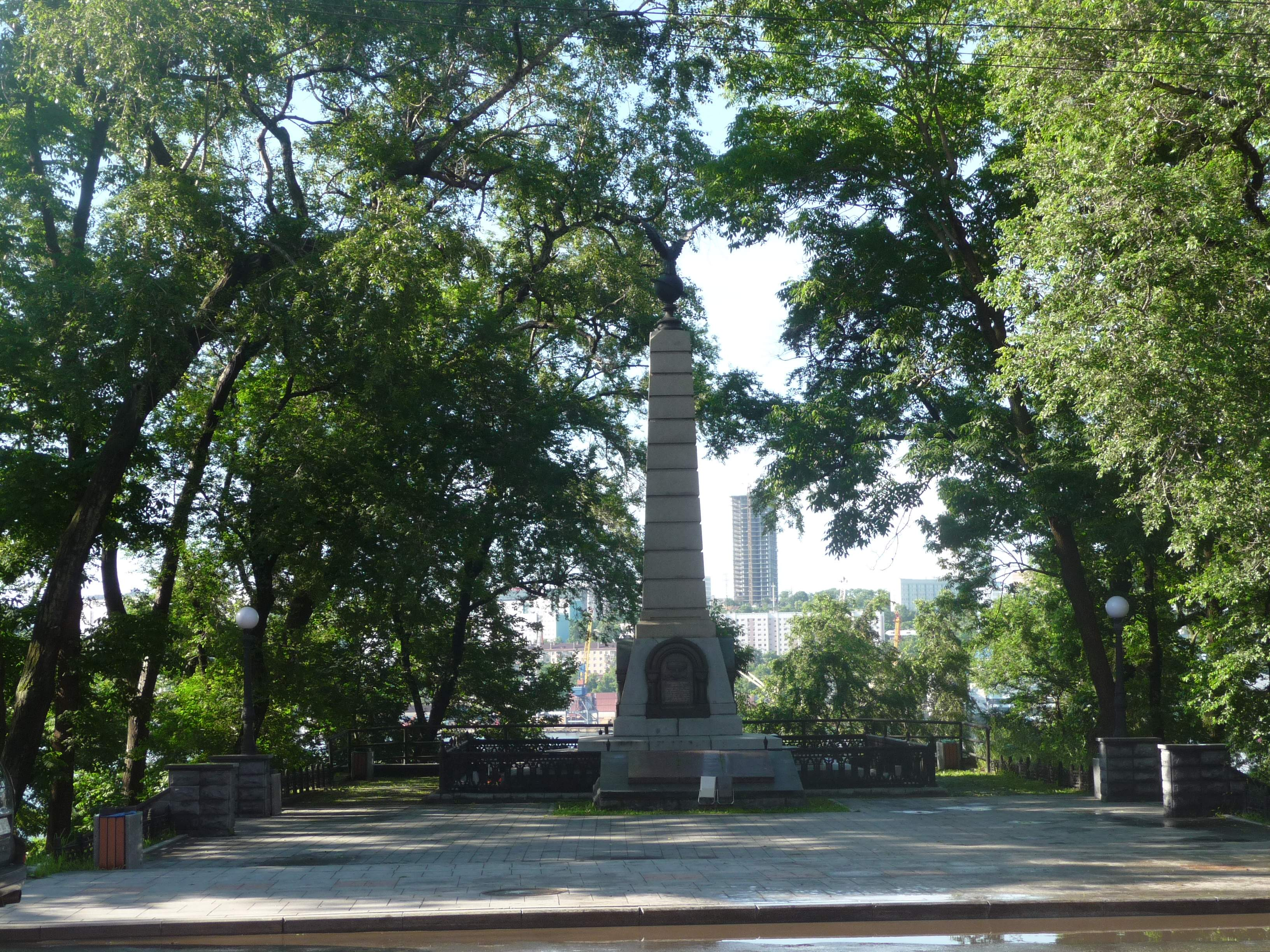
Памятник адмиралу Невельскому

Открыт в 1897 году, архитектор — инженер флота А. Н. Антипов, скульптор Р. Р. Бах. Расположен в сквере им. Невельского.
Объект культурного наследия Российской Федерации (код 2510062000).

### Братская могила участников Первой русской революции
43°06′58″ с. ш. 131°53′04″ в. д.

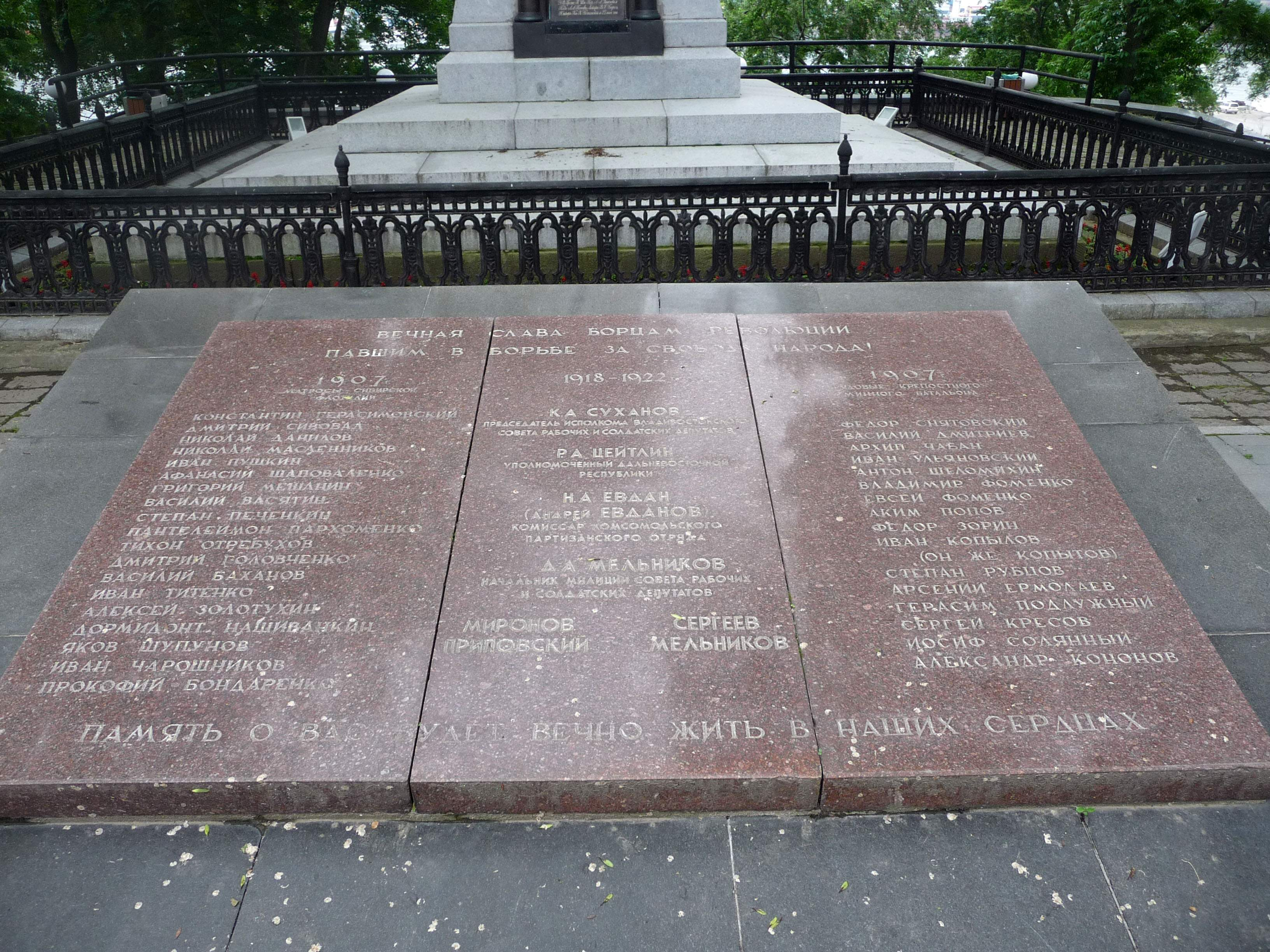
Братская могила участников революции 1905 г.

В 1923 году вместо двуглавого орла на вершину стелы памятника адмиралу Невельскому поместили красную звезду (смена символов), а у подножия в символической братской могиле имитировали перезахоронение праха участников борьбы за власть Советов в 1918—1922 гг. (смена героев). Монумент получил новое название — «Памятник жертвам революции» (смена имени). В 1927 сюда же перенесли останки матросов и минёров, погибших во время первой русской революции 1905—1907 г.г.
Однако в 1960 году, в честь празднования 100-летия Владивостока, памятник был реконструирован и вновь обрёл имя Г. И. Невельского, впрочем, сохранив и захоронение «Жертв революции». Расположен в сквере им. Невельского.
Объект культурного наследия Российской Федерации (код 2500106000).

### № 73 — особняк Даттана
43°06′58″ с. ш. 131°53′04″ в. д.
В этом доме жил первый директор Восточного института А. М. Позднеев.
Объект культурного наследия Российской Федерации (код 2500047000).

### № 74 — жилой дом Сибирского флотского экипажа
43°06′58″ с. ш. 131°53′04″ в. д.

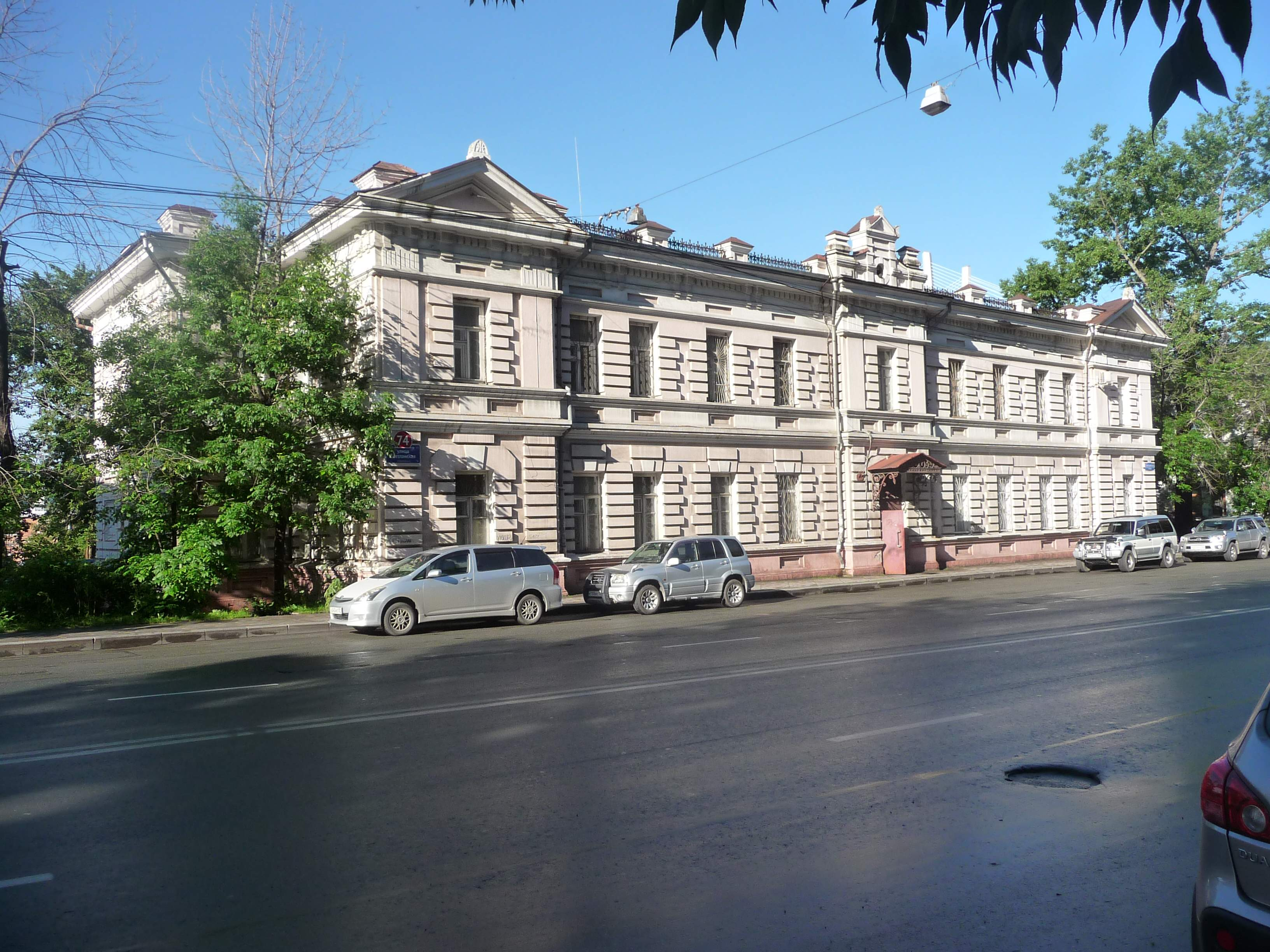
Светланская, 74

Дома с 74 по 80 по улице Светланской представляют собой комплекс жилых домов, где жили офицеры Сибирского флотского экипажа. Они возводились строительной комиссией Владивостокского порта в разные годы, но решены в едином стиле строгого классицизма.
Дом 74 был построен первым, в 1903 году, по проекту И. И. Зеештрандта.
Объект культурного наследия Российской Федерации (код 2500147001).

### № 76 — жилой дом Сибирского флотского экипажа
43°06′58″ с. ш. 131°53′04″ в. д.

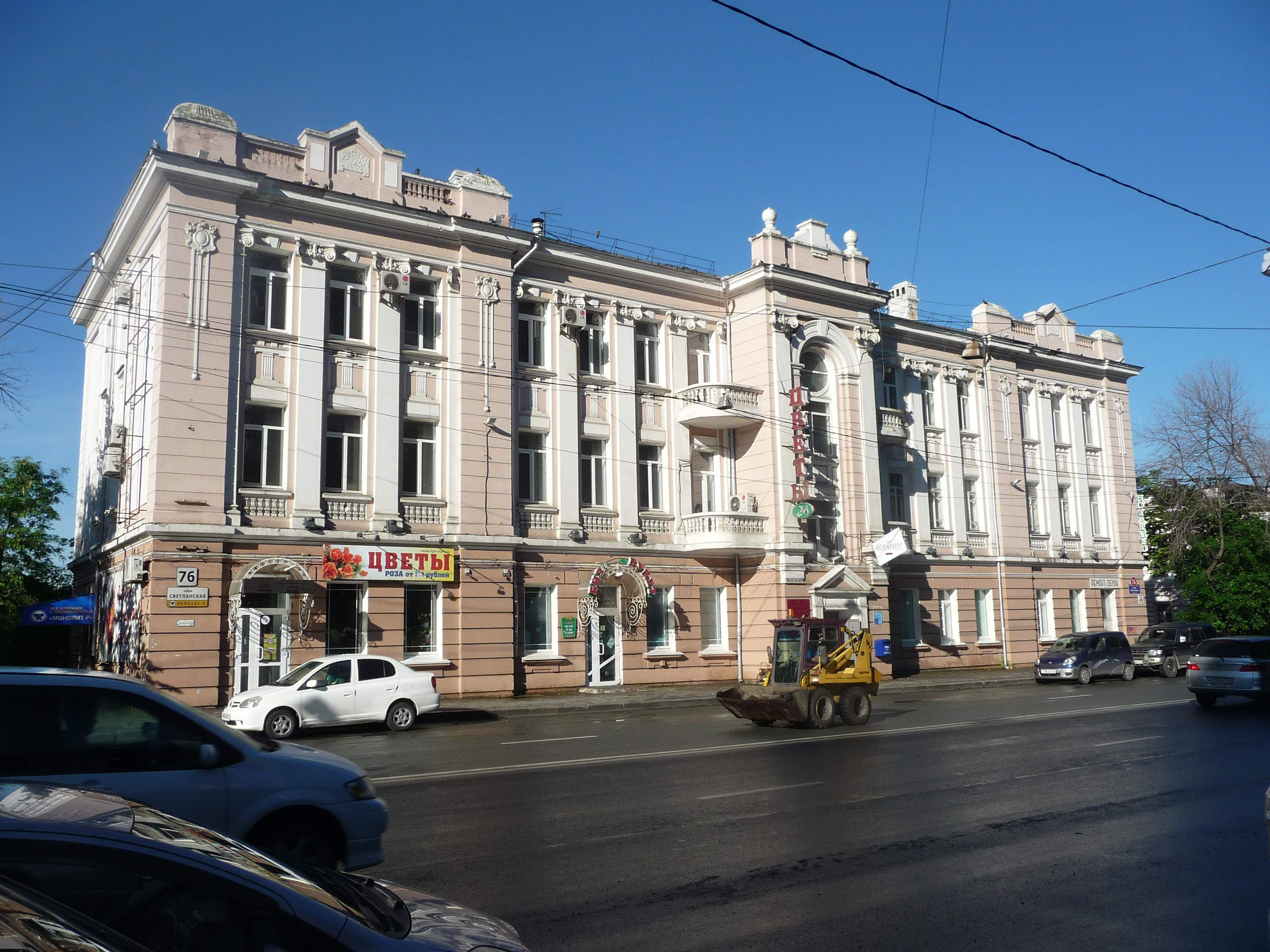
Светланская, 76

Построен в 1910 году архитектором И. А. Забровский. Здесь в разное время проживали:
- Георгий Яковлевич Седов (1877—1914) — гидрограф и полярный исследователь. Жил в этом доме во время подготовки экспедиции к Северному полюсу в 1910—1911 годах.
- Леонид Александрович Демин (1887—1973) — советский гидрограф, контр-адмирал-инженер, доктор географических наук, профессор. Жил в этом доме в 1924—1939 годах[99].

Объект культурного наследия Российской Федерации (код 2500147002).

### № 78 — жилой дом Сибирского флотского экипажа
43°06′58″ с. ш. 131°53′04″ в. д.

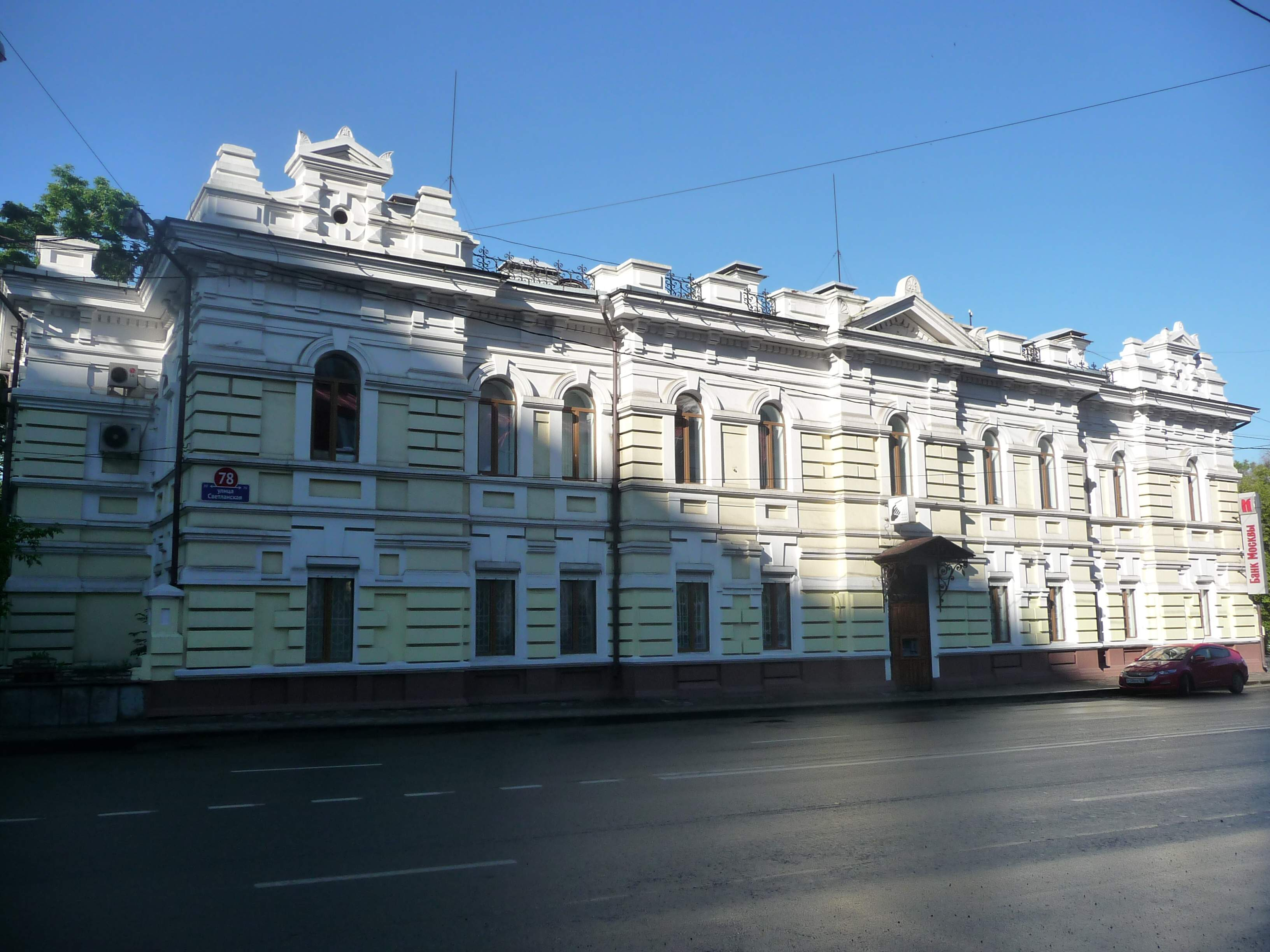
Светланская, 78

Объект культурного наследия Российской Федерации (код 2500147003).

### Памятник экипажу шхуны «Крейсерок»
43°06′58″ с. ш. 131°53′04″ в. д.
Построен в 1897 году. Расположен в Матросском саду рядом с остановкой транспорта ДВПИ.
Объект культурного наследия Российской Федерации (код 2500052000).

### № 80 — жилой дом ансамбля жилых домов Сибирского флотского экипажа
43°06′58″ с. ш. 131°53′04″ в. д.
Построен в начале XX-го века.

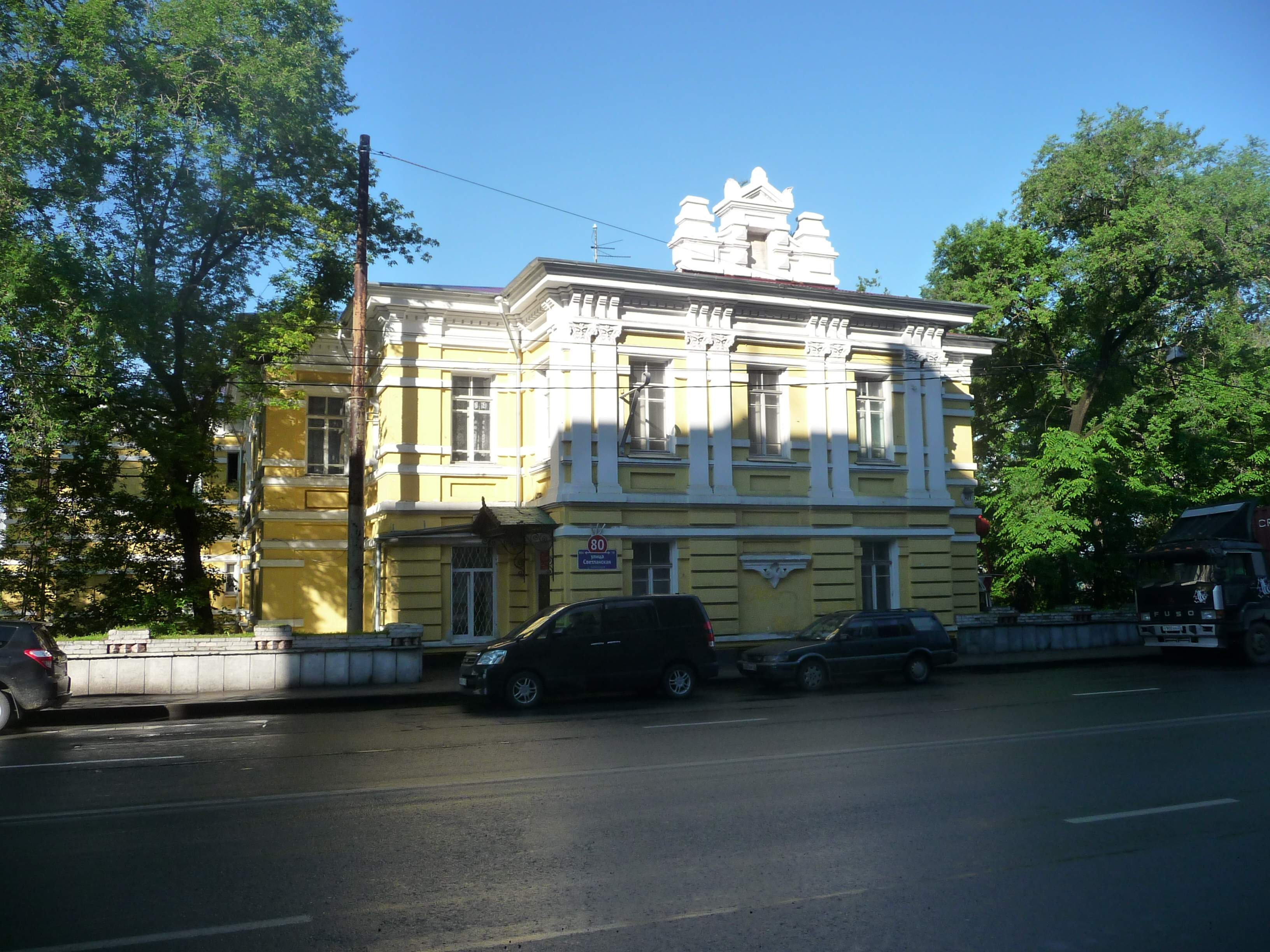
Светланская, 80

Объект культурного наследия Российской Федерации (код 2500702000).

### № 80-А — дом командира портов Восточного океана
43°06′58″ с. ш. 131°53′04″ в. д.
Построен в 1914—1917 годах.

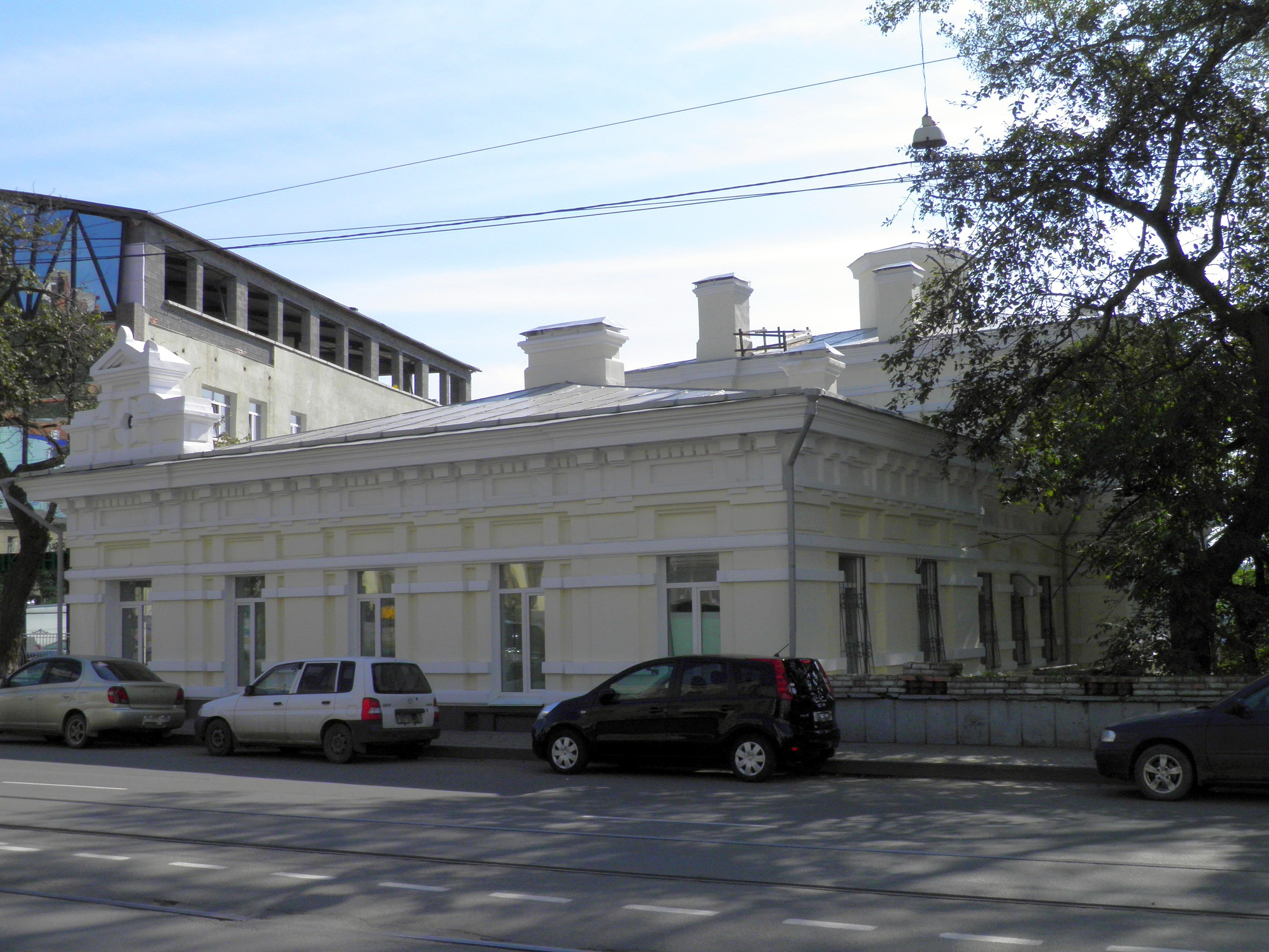
Светланская, 80-А

Объект культурного наследия Российской Федерации (код 2500703000).

### № 85 — жилой дом лейтенантского состава Тихоокеанского флота
43°06′58″ с. ш. 131°53′04″ в. д.
Построен в 1935 году.
Объект культурного наследия Российской Федерации (код 2500704000).

### № 103 —Владивостокский цирк
| 43°06′58″ с. ш. 131°54′23″ в. д. Один из первых капитальных цирков на Дальнем Востоке. Открыт 31 декабря 1973 года. Авторы проекта — Соломея Максимовна Гельфер и Георгий Васильевич Напреенко, главный конструктор — Владимир Алексеевич Шемякин. Зрительный зал рассчитан на 2034 места. |

### № 104 — отделение торгового дома «Кунст и Альберс»
43°06′58″ с. ш. 131°53′04″ в. д.
Построено в 1906 году, архитектор Г. Р. Юнгхендель.
Объект культурного наследия Российской Федерации (код 2510060000).

### № 107-A — здание ДВ ЦНТИ
43°06′58″ с. ш. 131°53′04″ в. д.
Объект культурного наследия Российской Федерации (код 2500867000).

### № 108 — жилой дом
43°06′58″ с. ш. 131°53′04″ в. д.
Построен в 1940 году.
Объект культурного наследия Российской Федерации (код 2500705000).

### № 109 — жилой дом
43°06′58″ с. ш. 131°53′04″ в. д.
Построен в 1940 году.

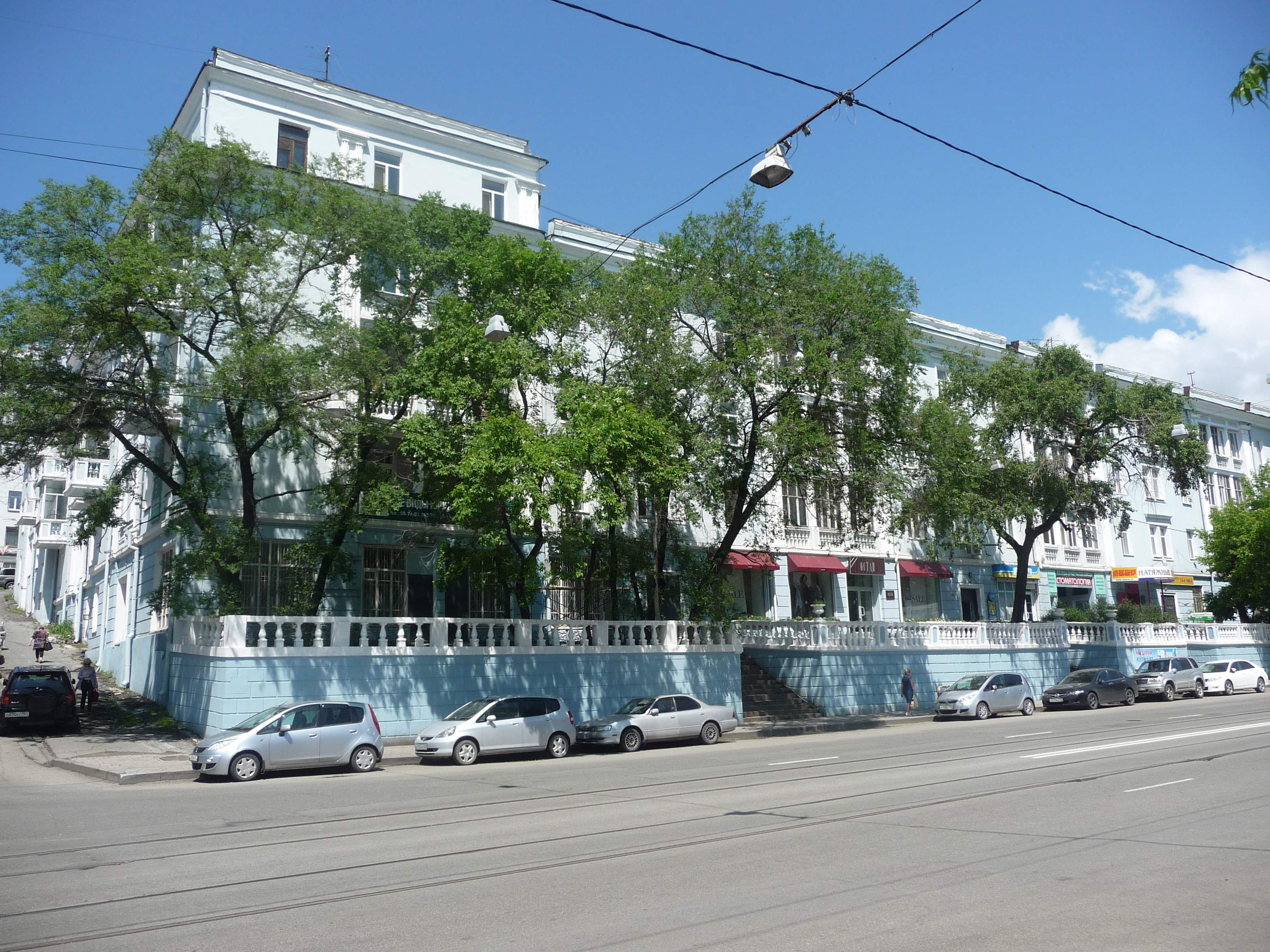
Светланская, 109

Объект культурного наследия Российской Федерации (код 2500706000).

### № 111 — доходный дом В. Е. Филипченко
43°06′58″ с. ш. 131°53′04″ в. д.

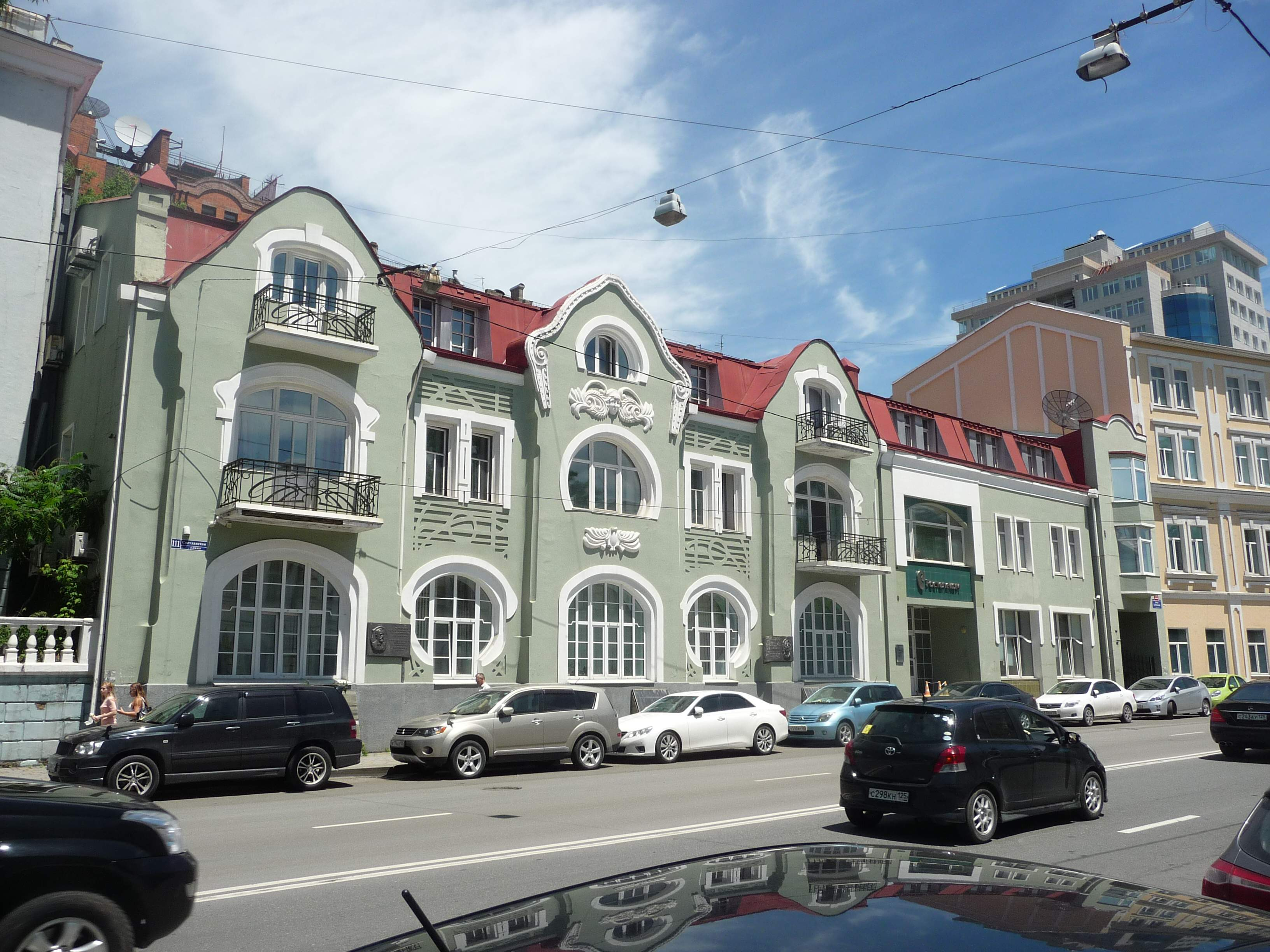
Светланская, 111

Построен в 1910 году владивостокским предпринимателем и домовладельцем Владимиром Евгеньевичем Филипченко на одном из принадлежавших ему земельных участков. Здание, выполненное в стиле модерн, является одной из наиболее оригинальных и живописных построек во Владивостоке. Автор проекта не известен.
В 1911 г. в доме Филиппченко некоторое время жил известный владивостокский поэт того времени — врач Сибирского флотского экипажа Павел Ионович Гомзяков.
В здании находилась Академия народного творчества, где в последние годы жизни работал выдающийся приморский краевед Борис Алексеевич Дьяченко. 28 ноября 2001 года в его честь была открыта мемориальная доска.

### № 113 — доходный дом
43°06′58″ с. ш. 131°53′04″ в. д.
Построен в начале XX века.

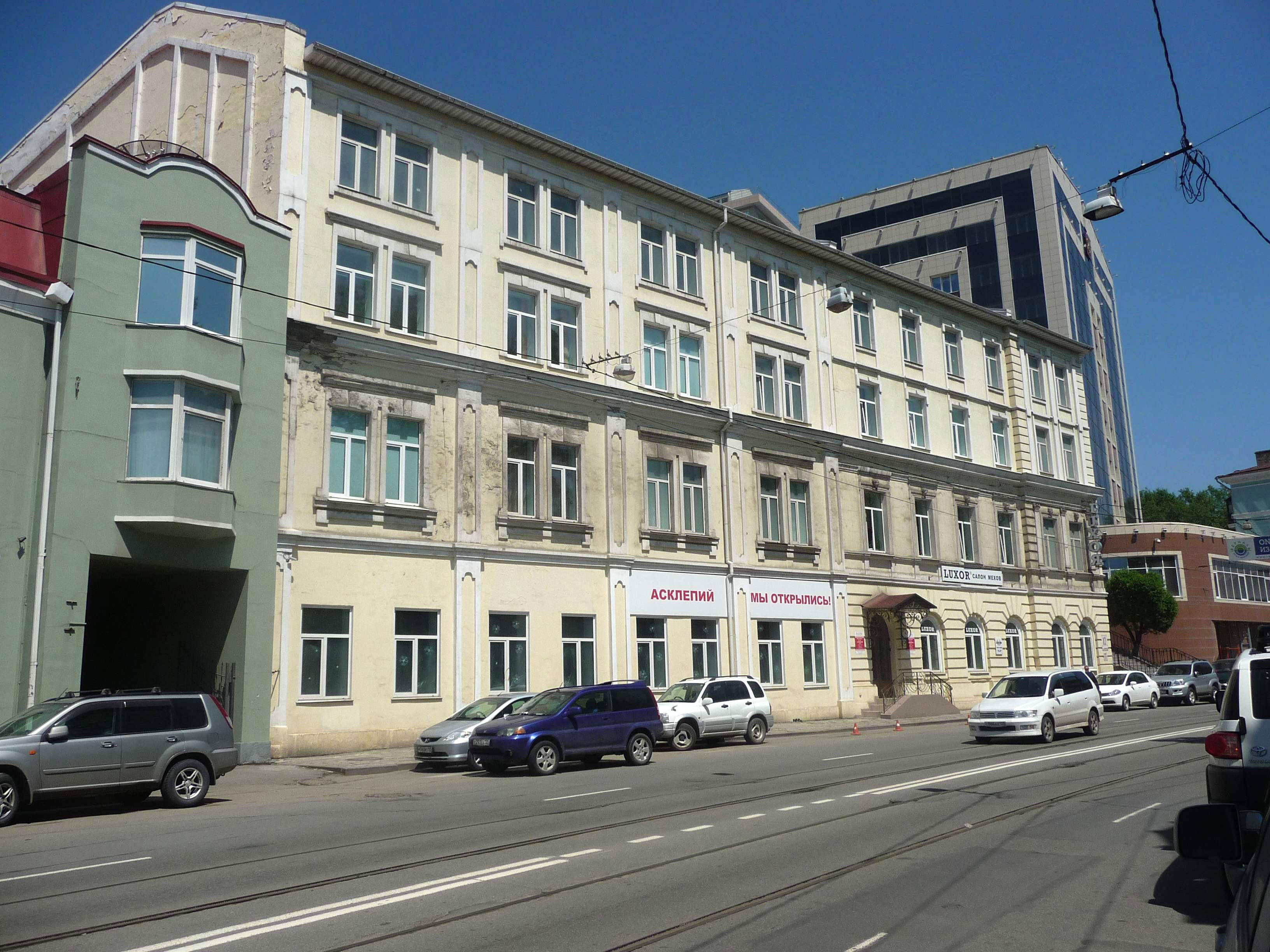
Светланская, 113

Объект культурного наследия Российской Федерации (код 2500707000).

### № 114 — доходный дом Чирва
43°06′58″ с. ш. 131°53′04″ в. д.
Построен в 1906 году.
Объект культурного наследия Российской Федерации (код 2500708000).

### № 119 — здание библиотеки имени Гоголя
43°06′52″ с. ш. 131°53′04″ в. д.

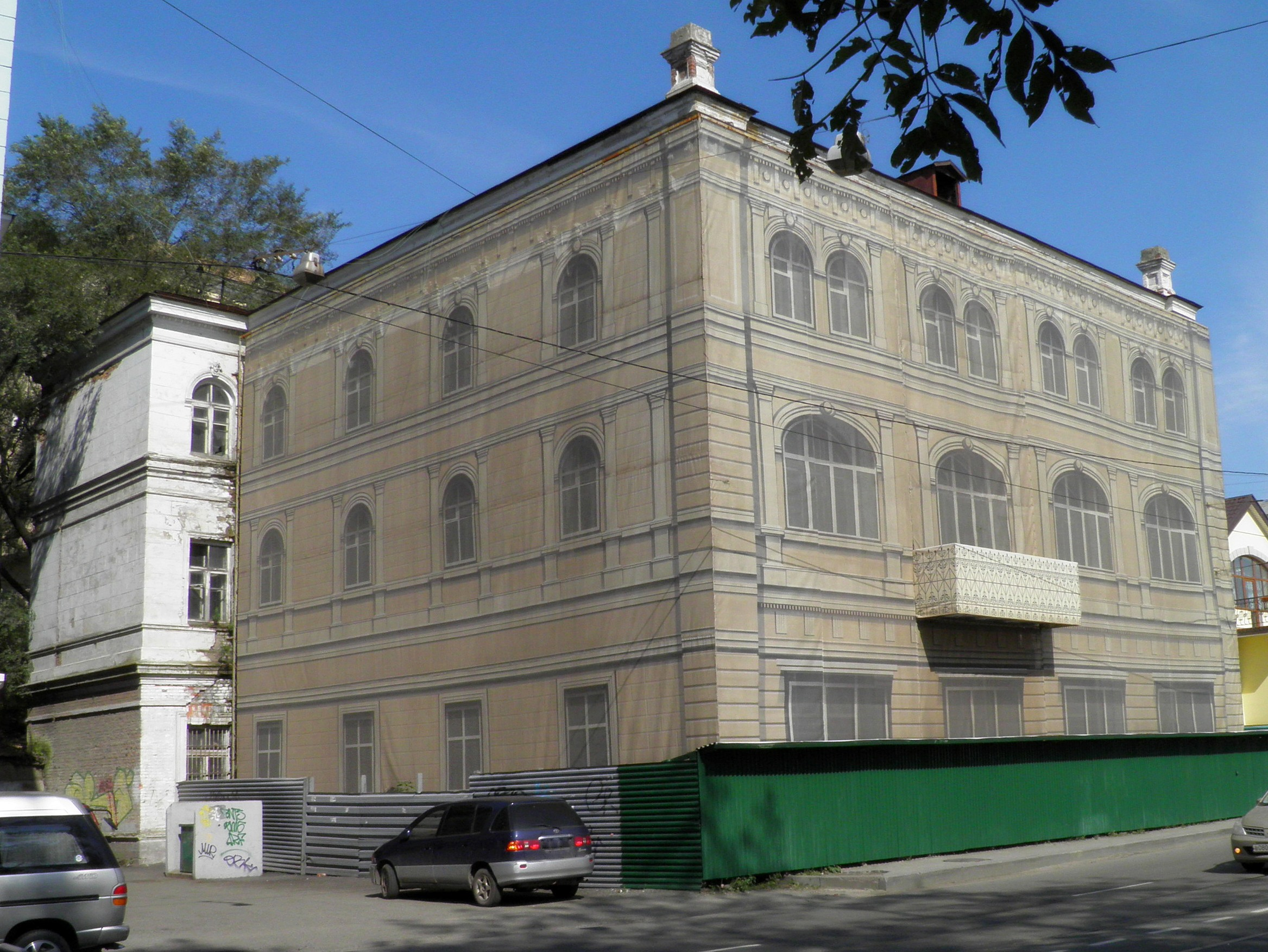
Светланская, 119

Здание построено в 1902—1913 годах. В нём располагалась первая на Дальнем Востоке публичная библиотека — библиотека имени Гоголя. По другим данным — год постройки 1906, архитектор И. В. Мешков
Первый владелец, Василий Анисимович Жариков, разместил в доме винно-бакалейный магазин и сдавал помещение в аренду различным организациям. В 1912 году он отдал дом в дар Владивостоку для размещения публичной библиотеки.
В доме долгое время размещалась Приморская краевая библиотека имени А. М. Горького, которая затем переехала в новое задние на Некрасовской 59а, оставив на Светланской 119 зал периодики. Со временем здание пришло в аварийное состояние и в 2005 году было закрыто. В середине 2000-х годов оно было продано частному лицу. Законность этой сделки сейчас оспаривается в судебном порядке.
В настоящее время (июнь 2015 года) здание задрапировано и продолжает разрушаться в ожидании ремонта.
Объект культурного наследия Российской Федерации (код 2500049000).

### Памятник лётчикам — жертвам американского воздушного нападения
43°06′58″ с. ш. 131°54′42″ в. д.

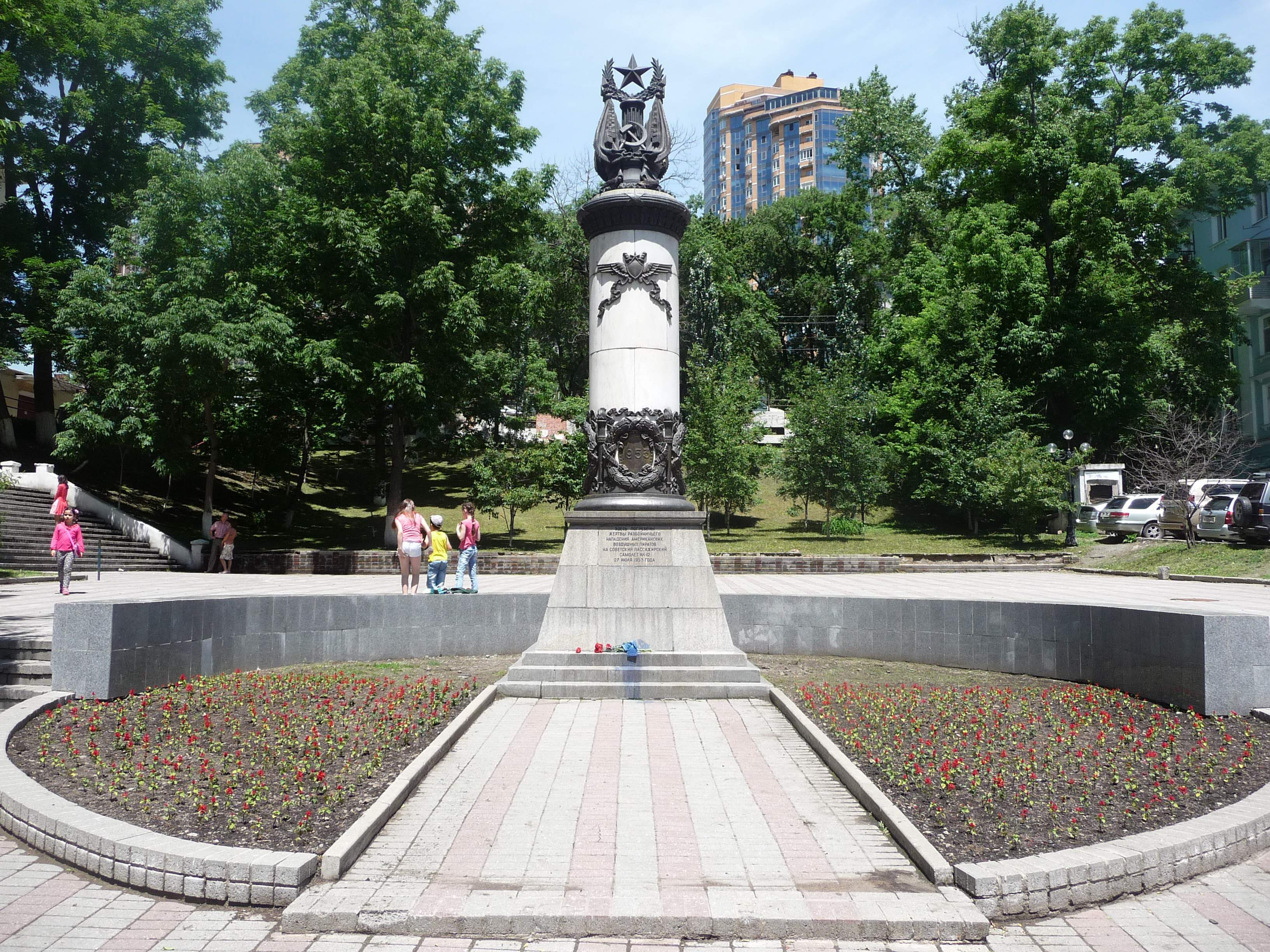

Братская могила пассажиров и экипажа самолета ИЛ-12, ставших жертвами нападения американской авиации. Открыт 27 июля 1955 года. Расположен в Жариковском сквере.
23 июля 1953 года, в последний день войны в Корее, когда было уже подписано соглашение о перемирии, 4 американских истребителя F-86 сбили над территорией Китая, в 100 км от города Хуадянь, советский пассажирский самолёт Ил-12. Погибли 14 пассажиров и 6 членов экипажа.
Объект культурного наследия Российской Федерации (код 2500051000).

### № 127 — жилой дом
43°06′58″ с. ш. 131°53′04″ в. д.
Построен в 1967 году.

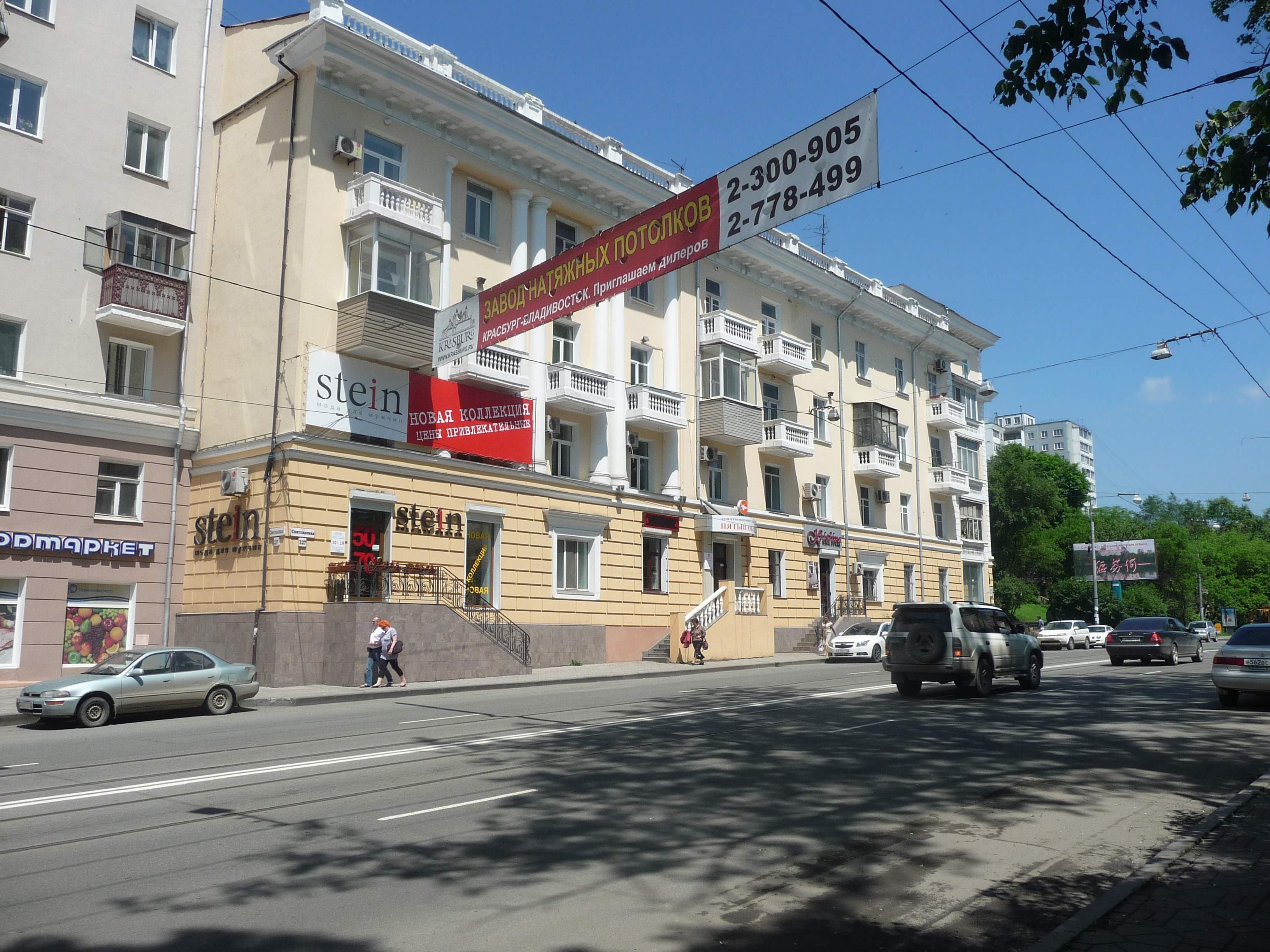
Светланская, 127

Объект культурного наследия Российской Федерации (код 2500709000).

### № 131, строение 1 — жилой дом
43°06′58″ с. ш. 131°53′04″ в. д.
Построен в начале XX века.

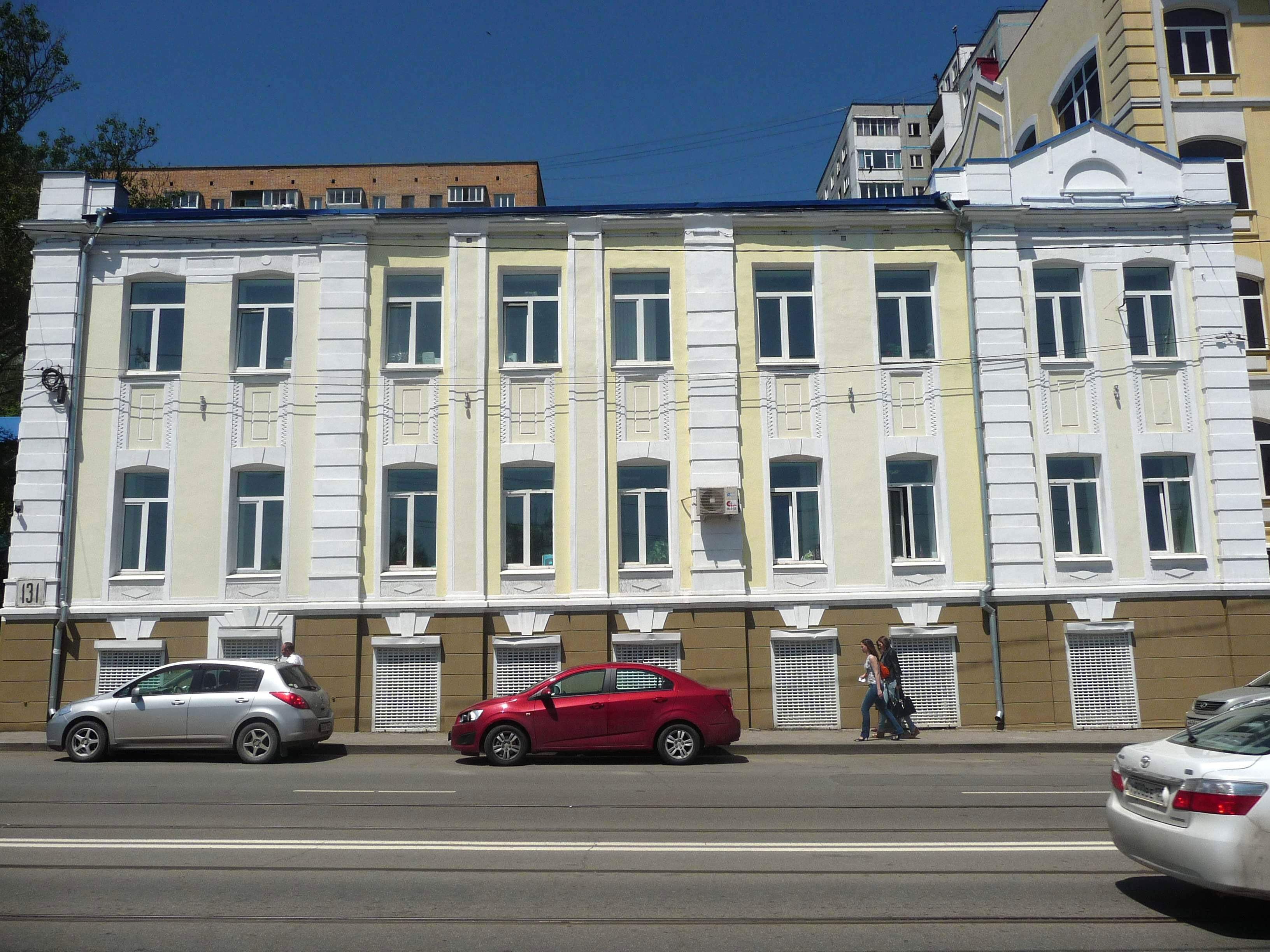
Светланская, 131

Объект культурного наследия Российской Федерации (код 2500710000).

### № 131, строение 2 — жилой дом
43°06′58″ с. ш. 131°53′04″ в. д.
Построен в начале XX века.
Объект культурного наследия Российской Федерации (код 2500711000).

### № 131, строение 3 — жилой дом
43°06′58″ с. ш. 131°53′04″ в. д.
Построен в начале XX века.
Объект культурного наследия Российской Федерации (код 2500712000).

### № 161/2 — дом, в котором жил шкипер Гек
43°06′58″ с. ш. 131°53′04″ в. д.
В доме жил известный исследователь Дальнего Востока мореплаватель Ф. К. Гек.
Объект культурного наследия Российской Федерации (код 2500050000).

### № 177, строение 1 — жилой дом
43°06′58″ с. ш. 131°53′04″ в. д.
Построен в начале XX века.
Объект культурного наследия Российской Федерации (код 2500713000).

### № 177, строение 2 — жилой дом
43°06′58″ с. ш. 131°53′04″ в. д.
Построен в начале XX века.
Объект культурного наследия Российской Федерации (код 2500714000).

### № 179 — дом Польского
43°06′58″ с. ш. 131°53′04″ в. д.
Построен в 1899 году.
Объект культурного наследия Российской Федерации (код 2500715000).

### № 181 — доходный дом
43°06′58″ с. ш. 131°53′04″ в. д.

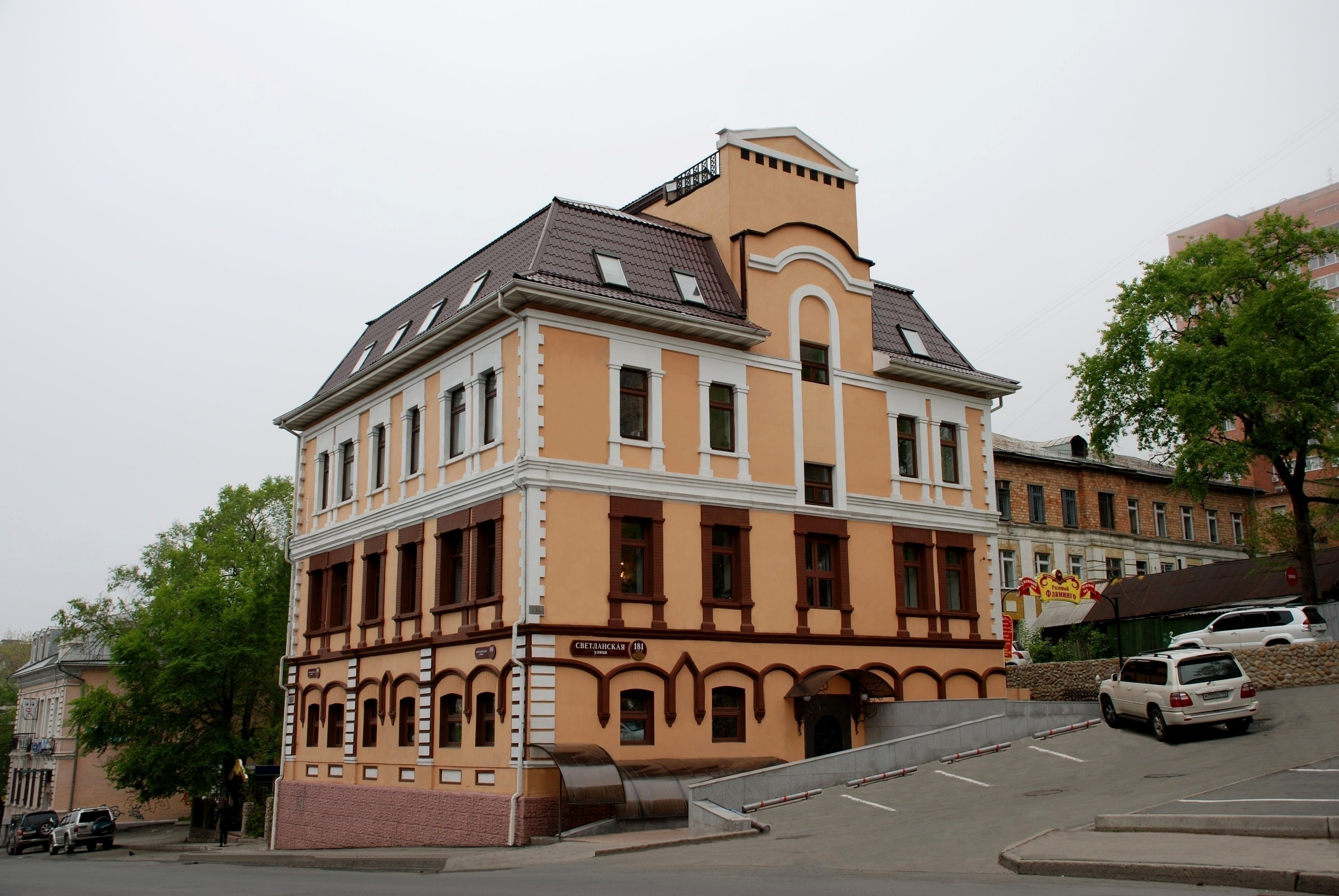
Светланская, 181

Здание построено в конце XIX — начале XX века Георгием Стаматьевичем Вафиади на принадлежащем ему участке. Архитектор не установлен.
Объект культурного наследия Российской Федерации (код 2500868000).

### № 205 — жилой дом
43°06′58″ с. ш. 131°53′04″ в. д.
Построен в 1930-е годы.

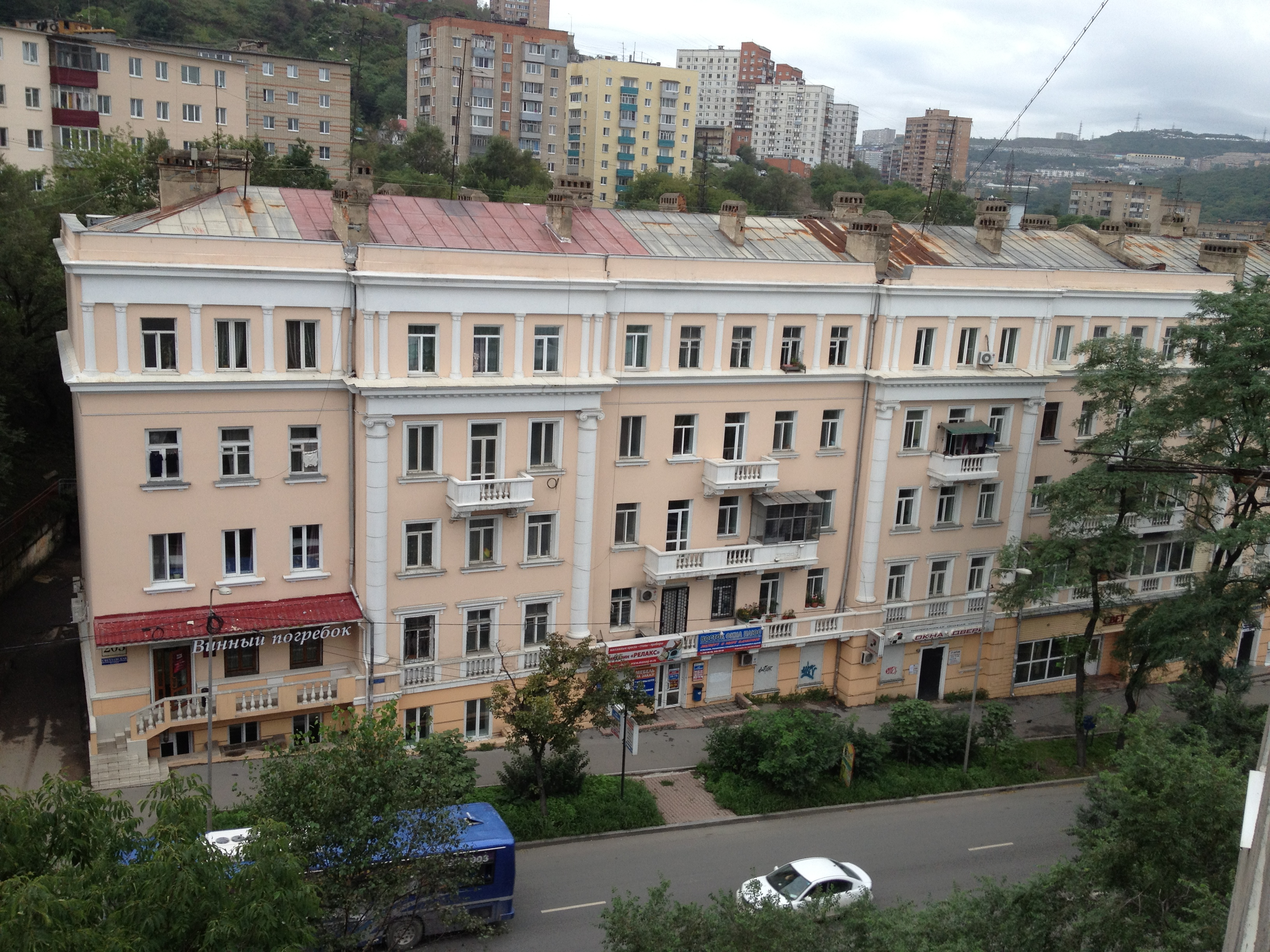
Светланская 205

Объект культурного наследия Российской Федерации (код 2500149001).

### № 207 — жилой дом
43°06′58″ с. ш. 131°53′04″ в. д.
Построен в начале XX века.
Объект культурного наследия Российской Федерации (код 2500716000).

### № 209 — жилой дом
43°06′58″ с. ш. 131°53′04″ в. д.
Построен в 1930-е годы.

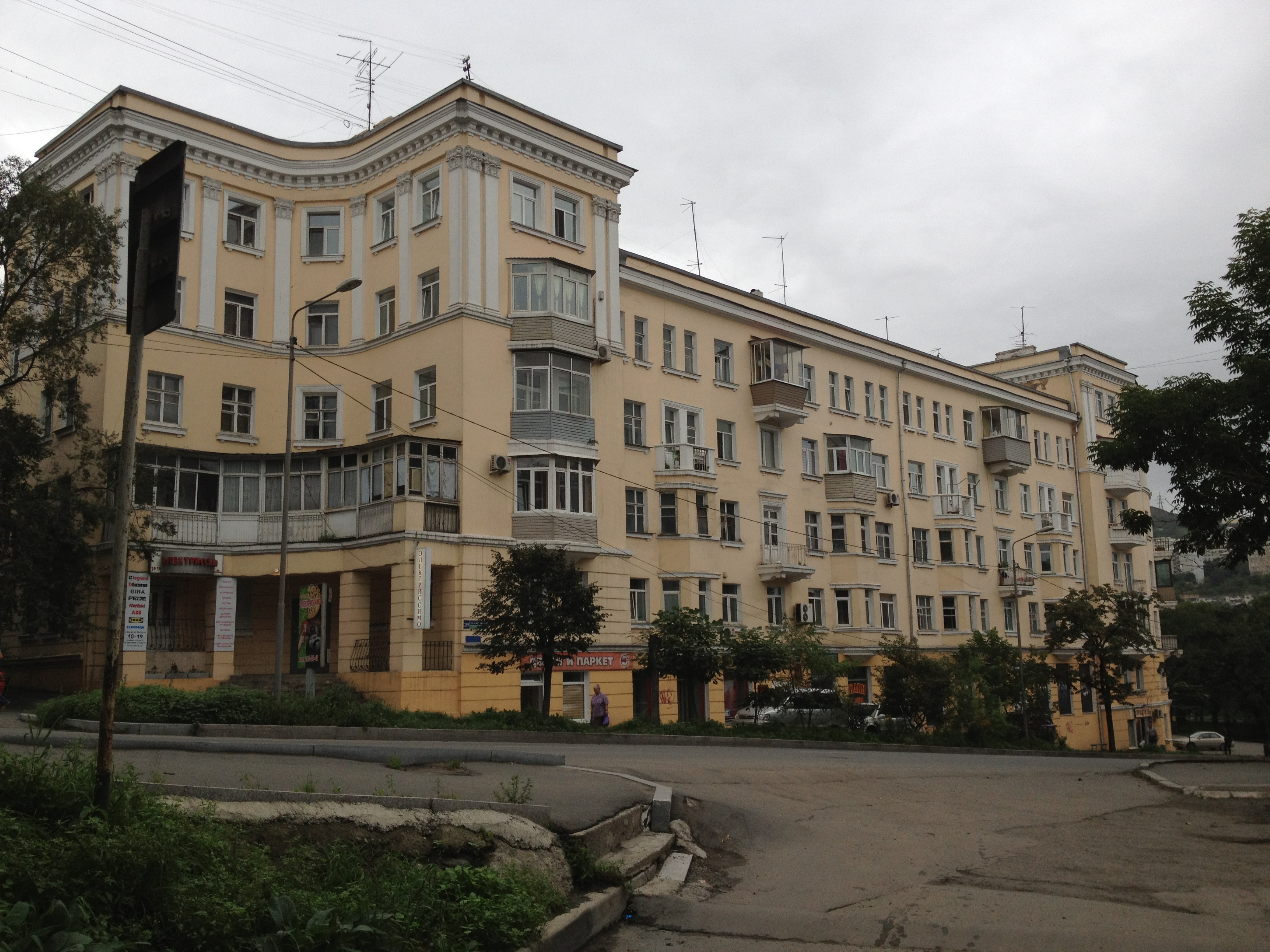
Светланская 209

Объект культурного наследия Российской Федерации (код 2500149002).

### Другие здания
- Здание краевой администрации (1983) (дом 22)
- Здание Дальрыбвтуза (дом 25)
- Дом офицеров флота (дом 48)
- Дальсвязь (дом 57)
- Успенская церковь (дом 65)
- Военно-Исторический музей Тихоокеанского флота (дом 66)
- Пограничное Управление ФСБ России по Приморскому краю (дом 67)
- Детская военно-музыкальная школа, ансамбль песни и пляски Тихоокеанского флота (дом 68)
- Штаб тыла Тихоокеанского флота (дом 72)
- Управление Федеральной регистрационной службы по Приморскому краю (дом 76)
- Банк Москвы (дом 78)
- Владивостокский цирк (дом 103)
- Центральная библиотека (дом 119)
- Краевой центр народной культуры (КЦНК) (дом 147)

## Фото

### Нечётная сторона

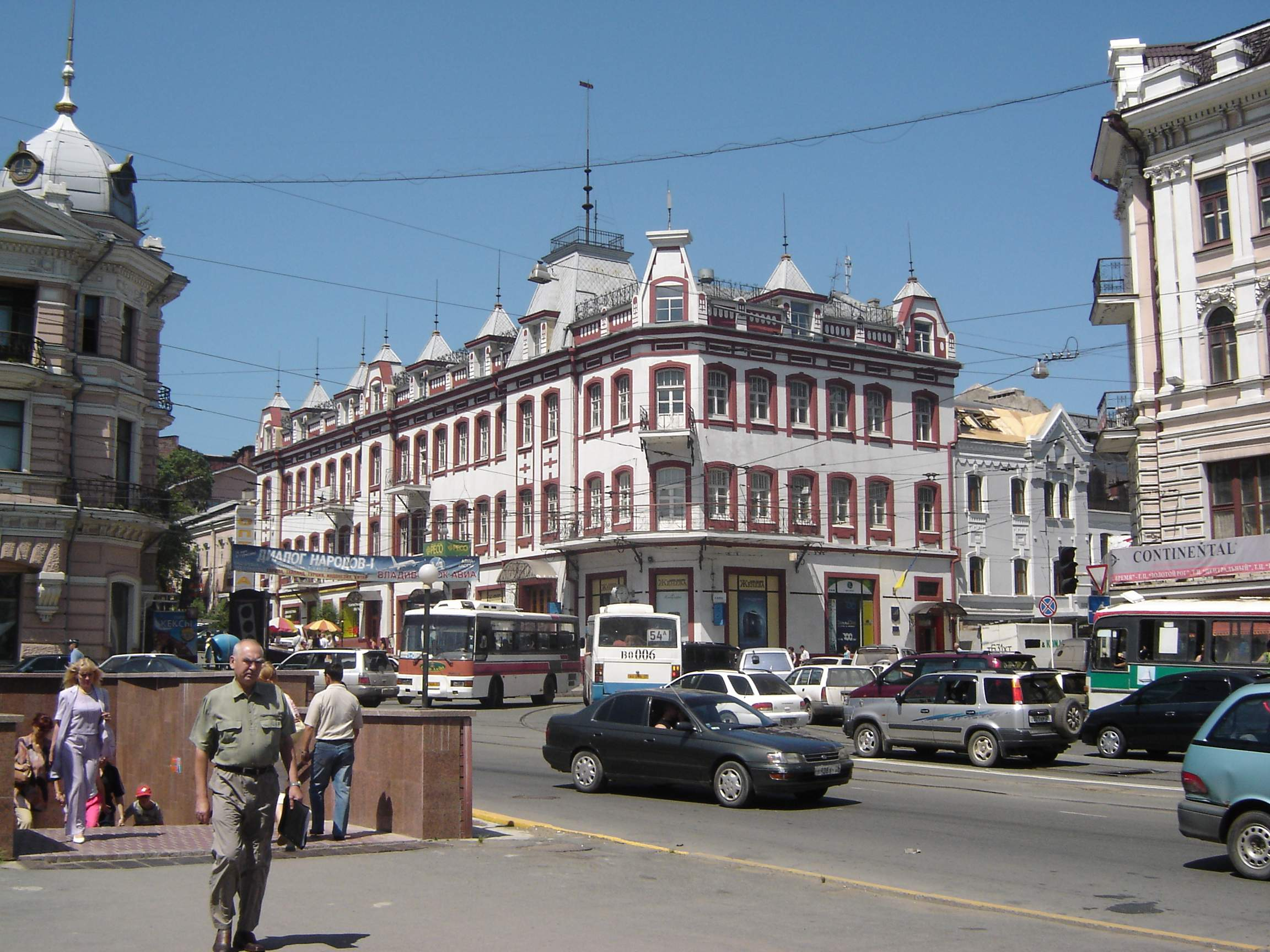
11. Светланская, 11
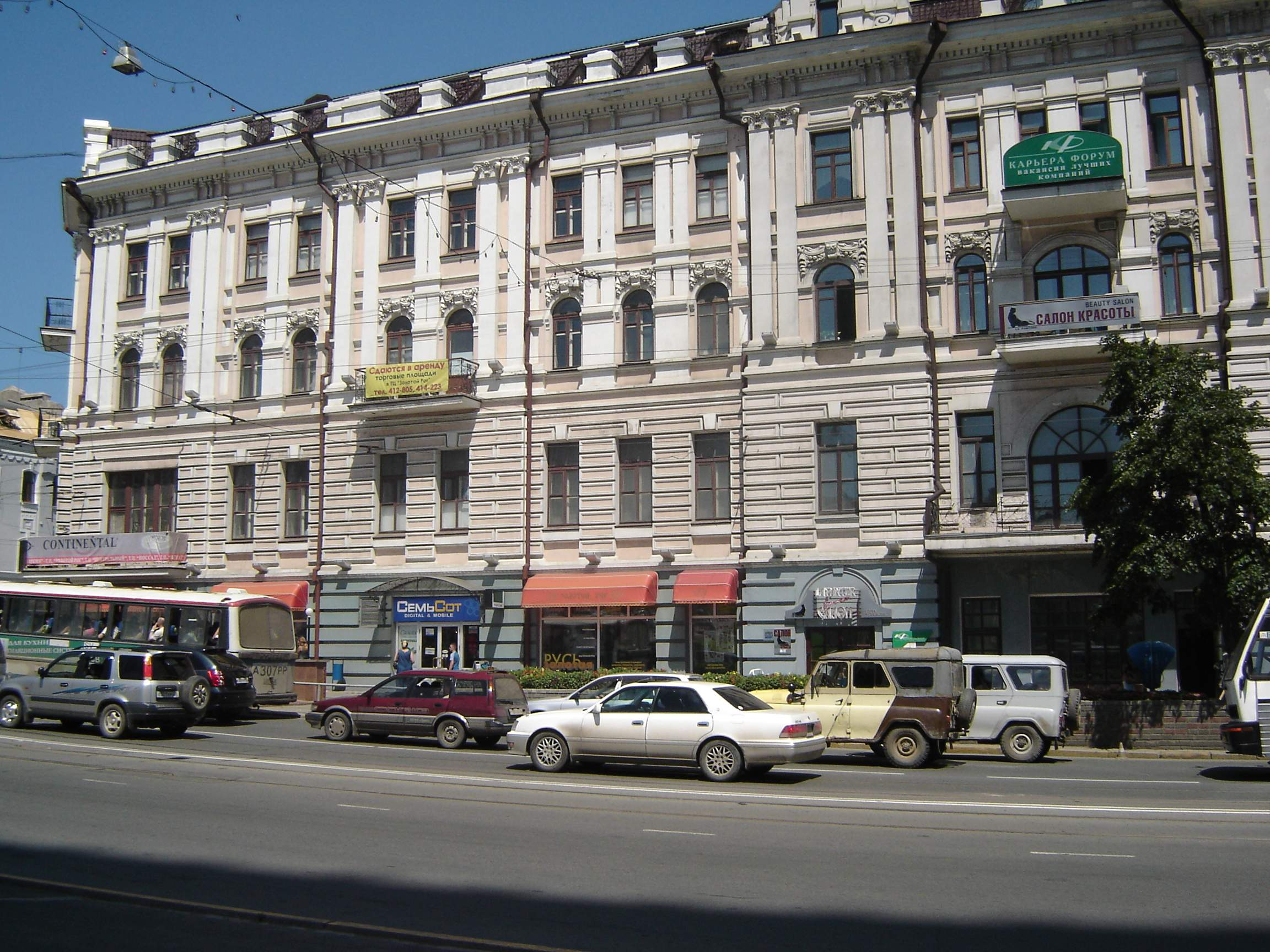
13. Светланская, 13
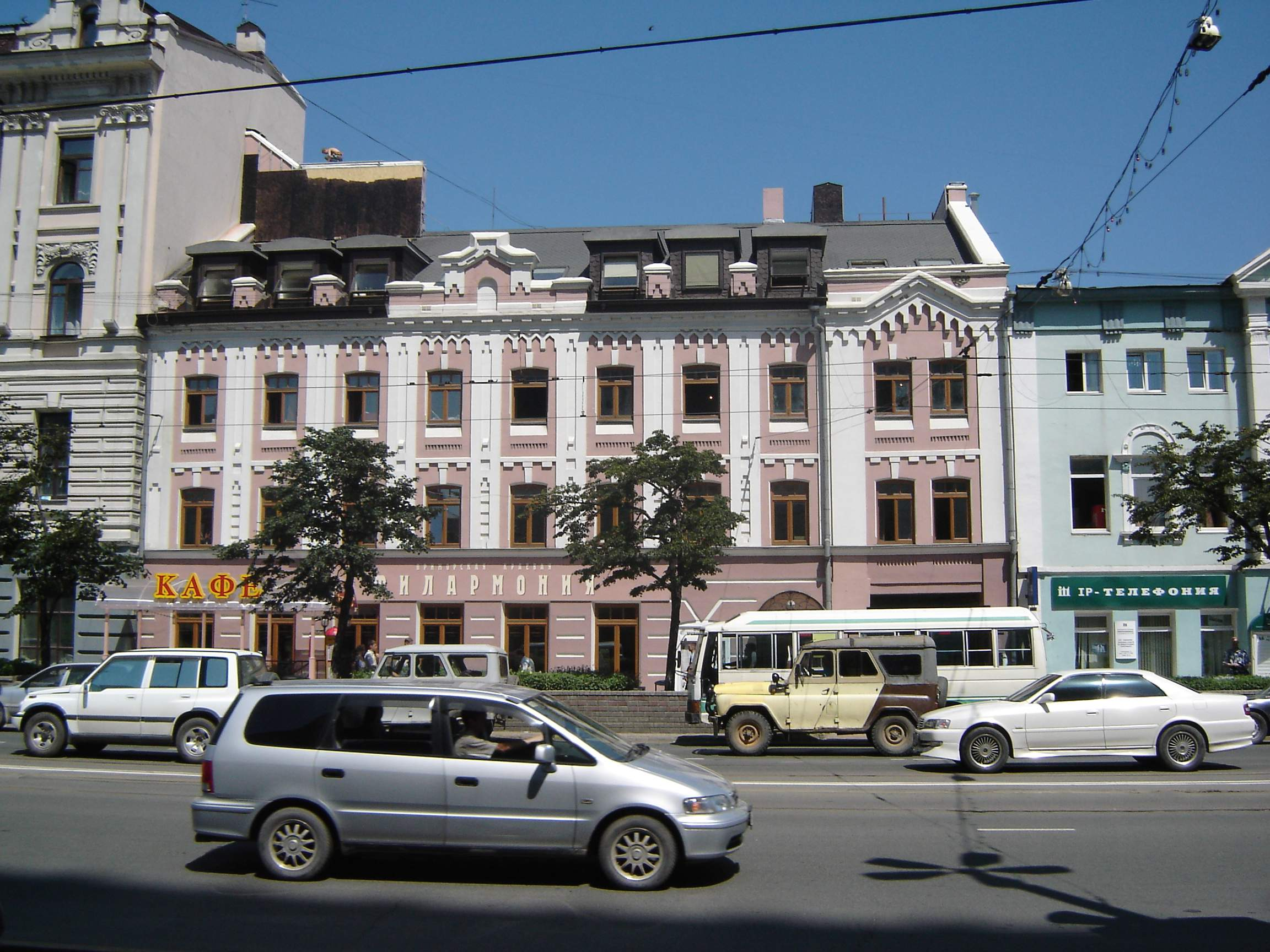
15. Филармония
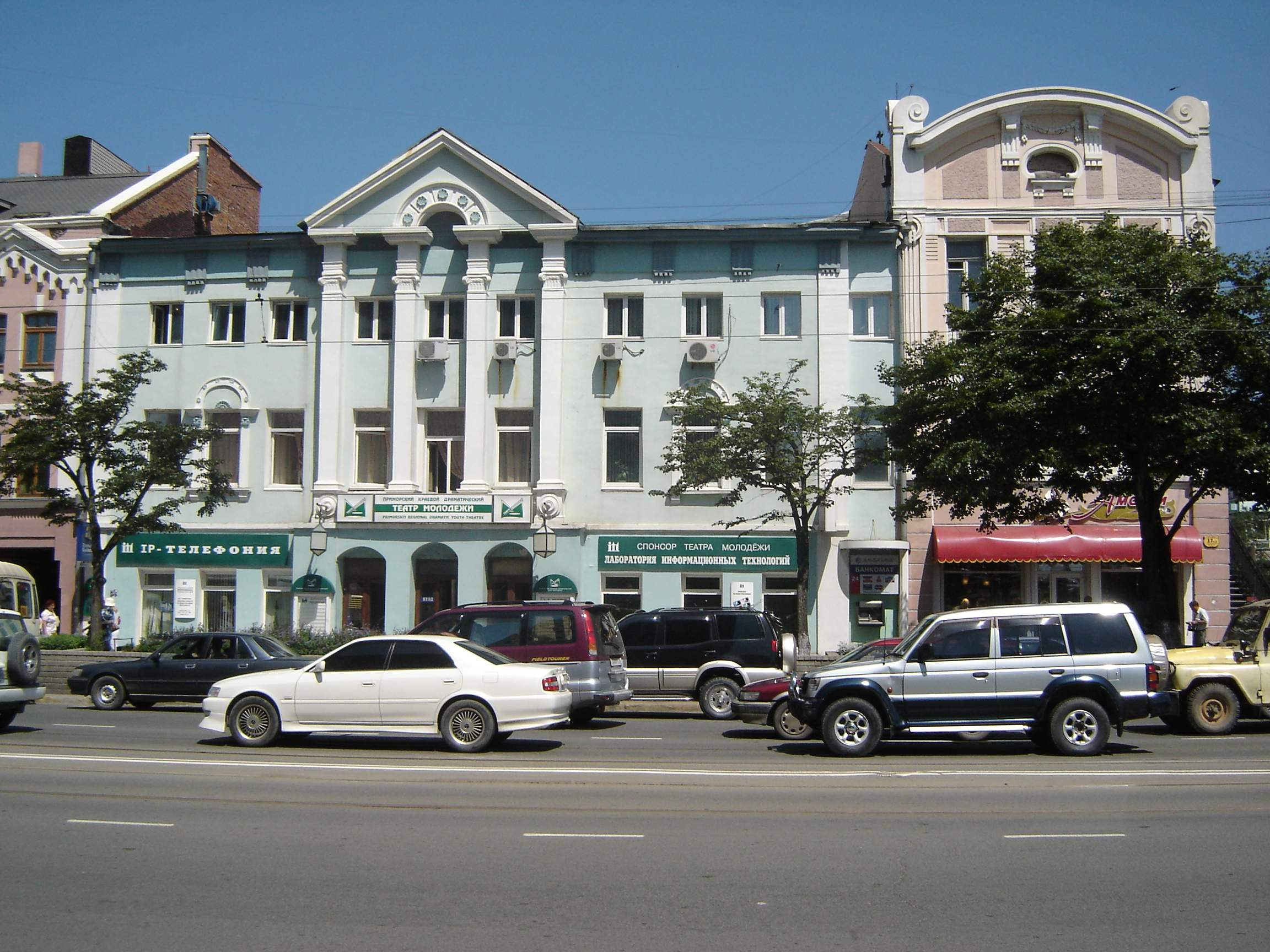
15A, 17. Театр молодёжи
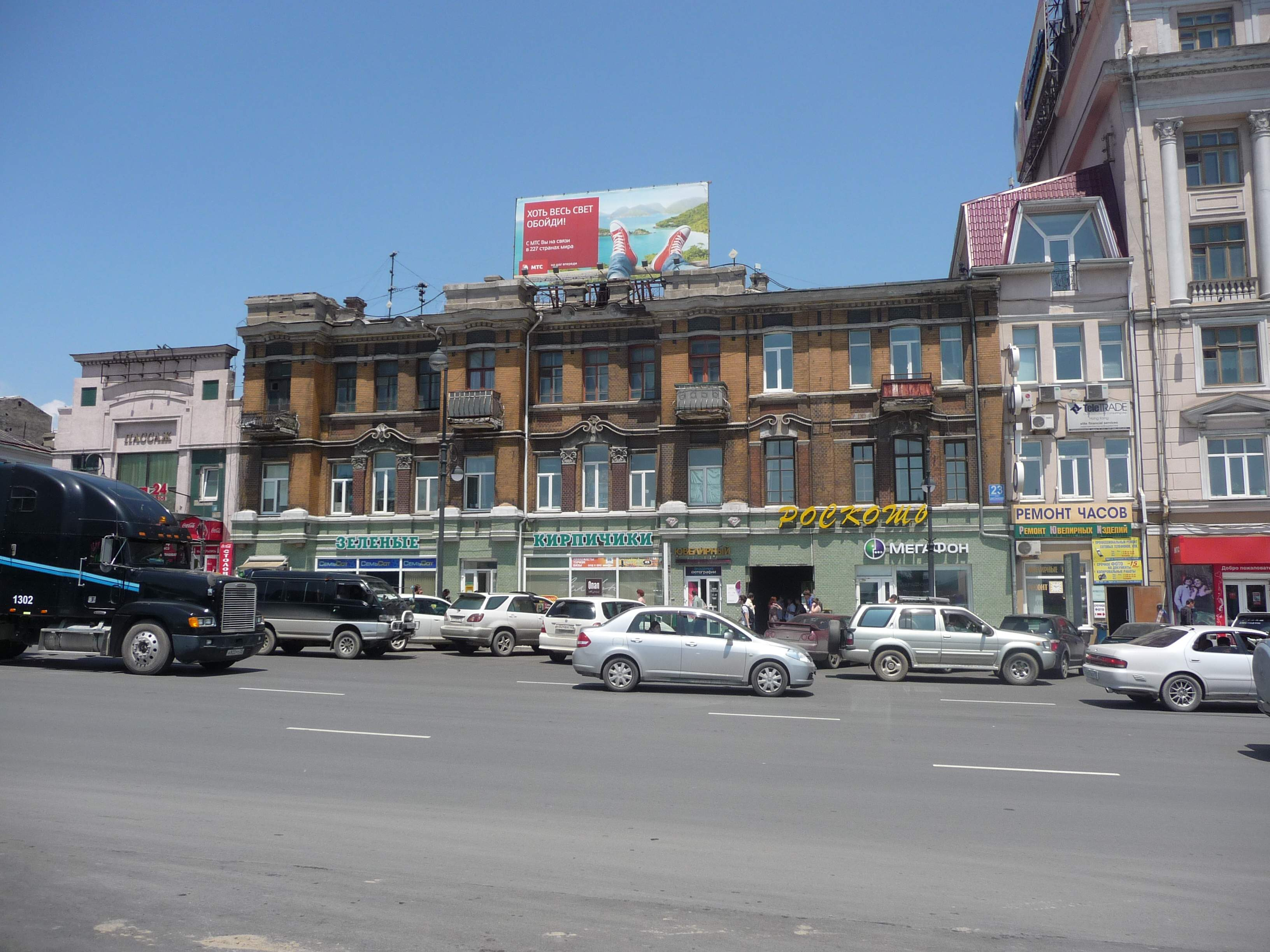
23. Магазин «Зелёные кирпичики»
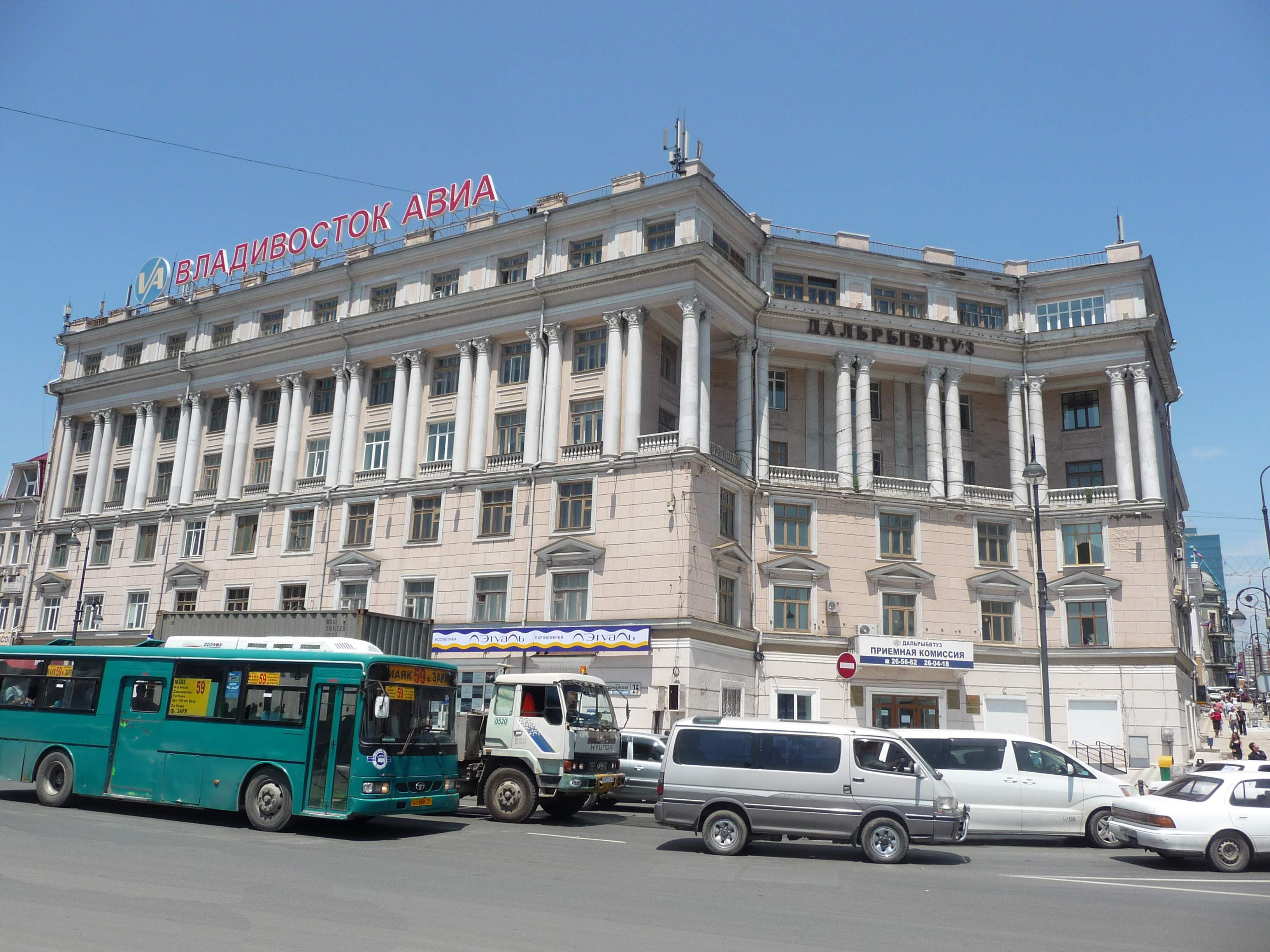
25. Здание Дальрыбвтуза
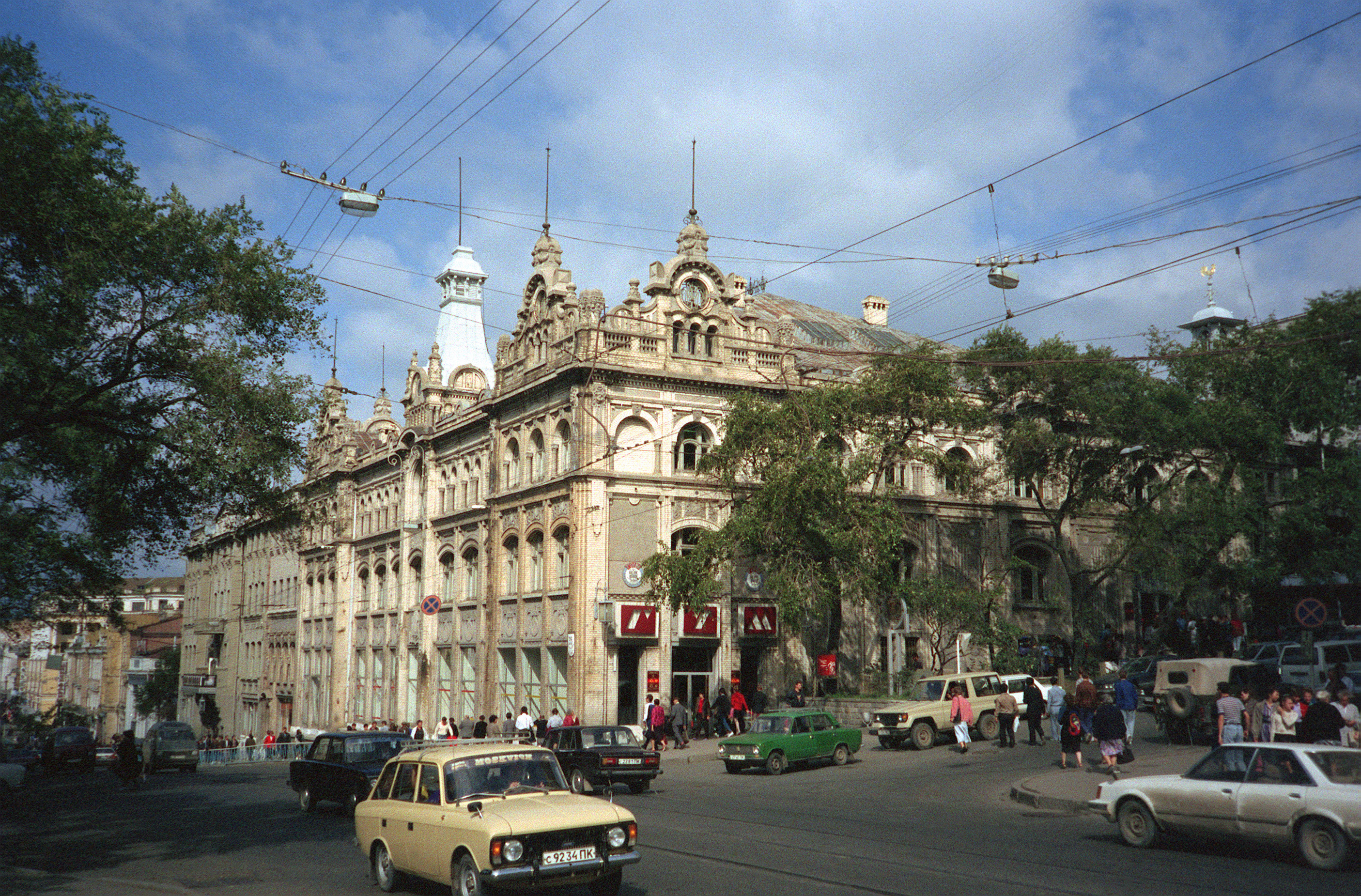
35. Здание ГУМа
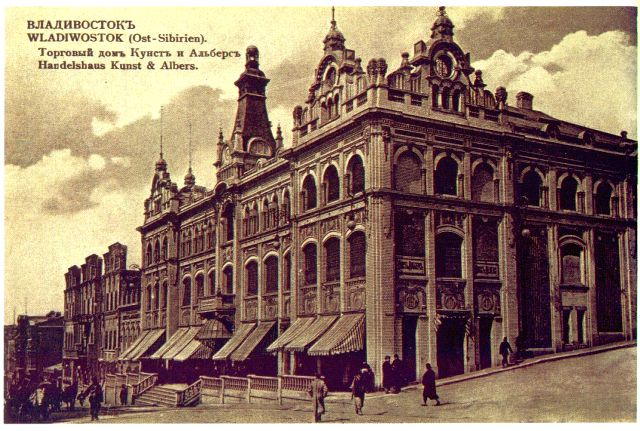
Старинная фотография ГУМа
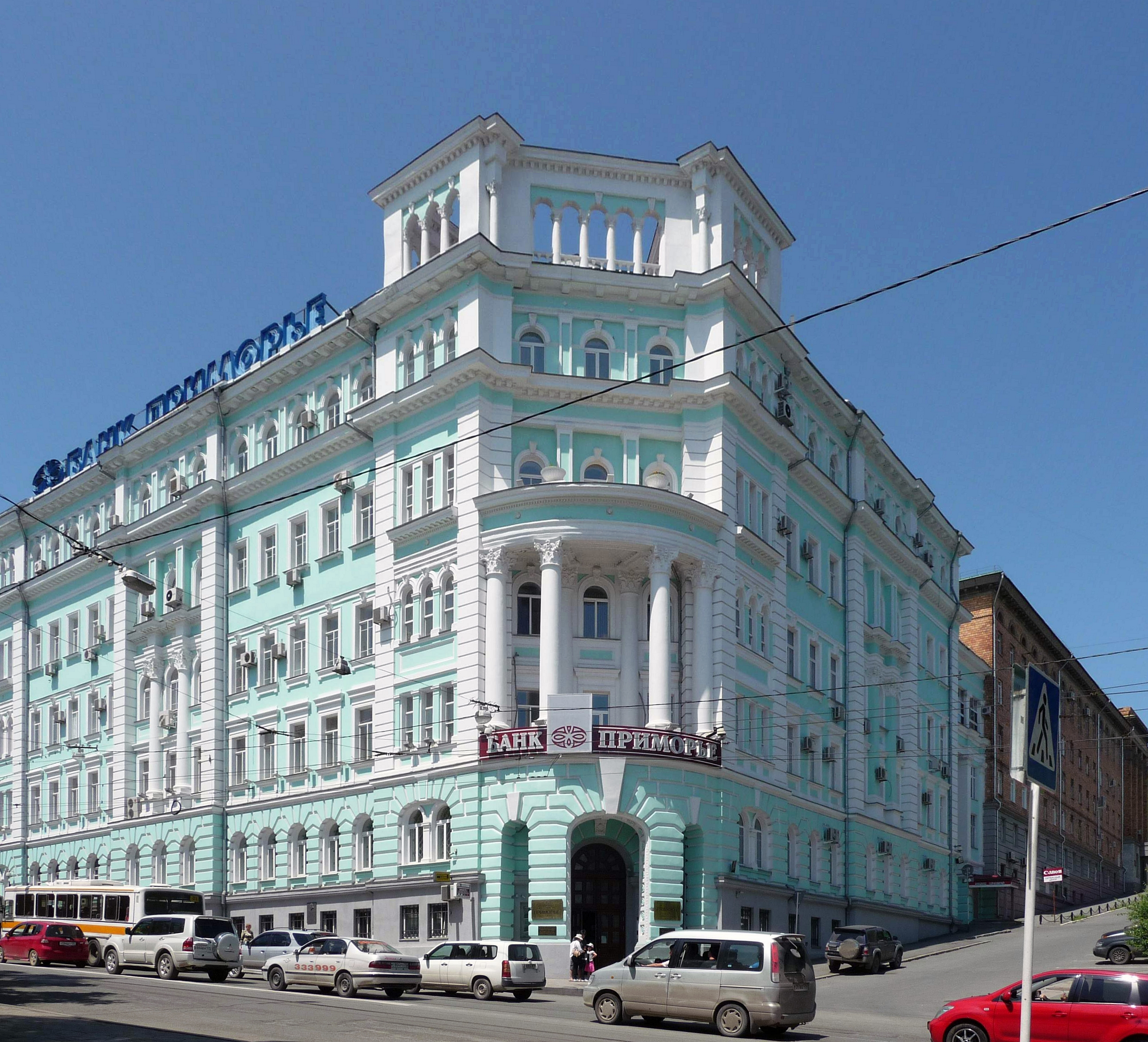
47. Банк «Приморье»

### Чётная сторона

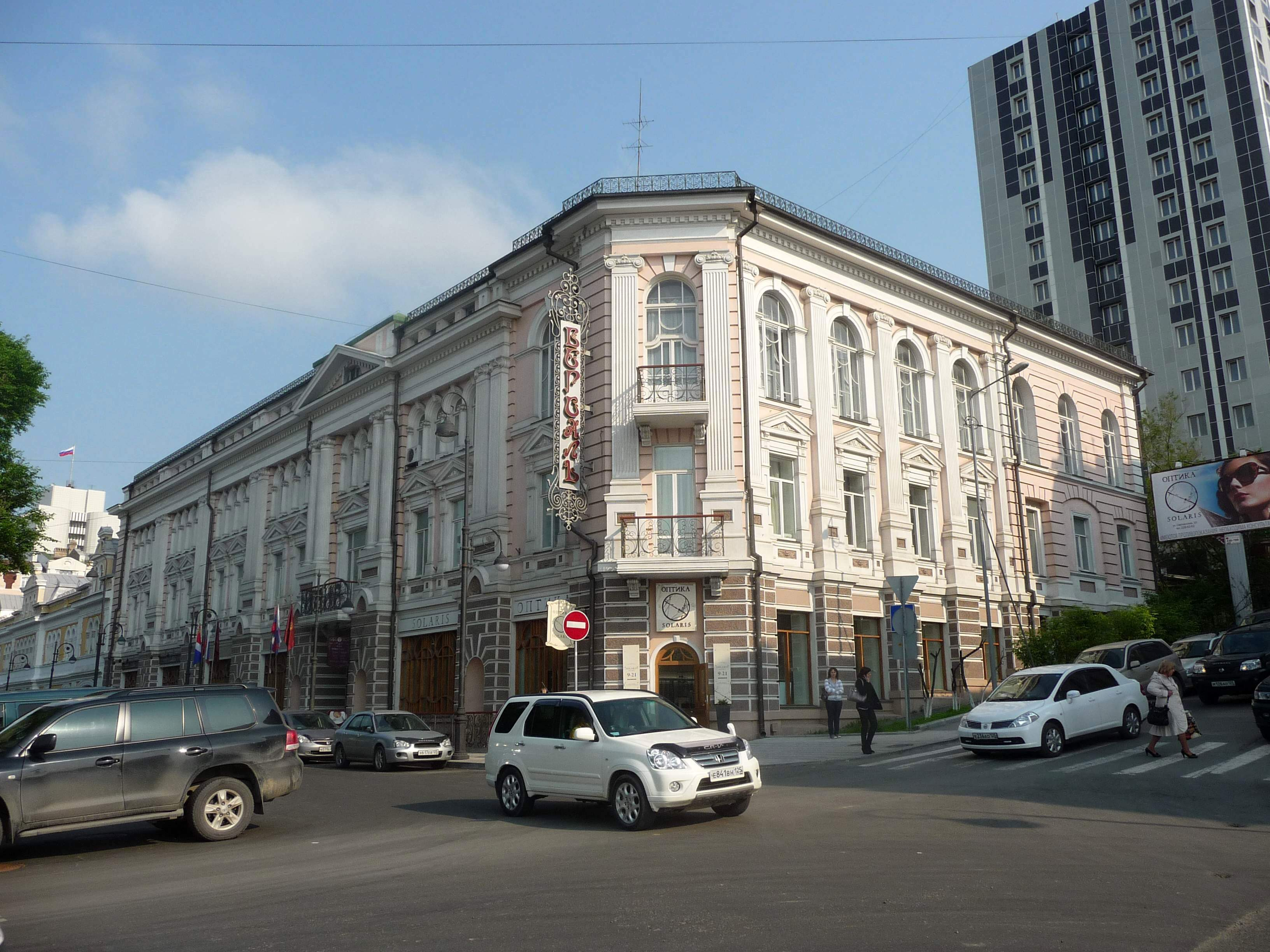
10. Гостиница «Версаль»
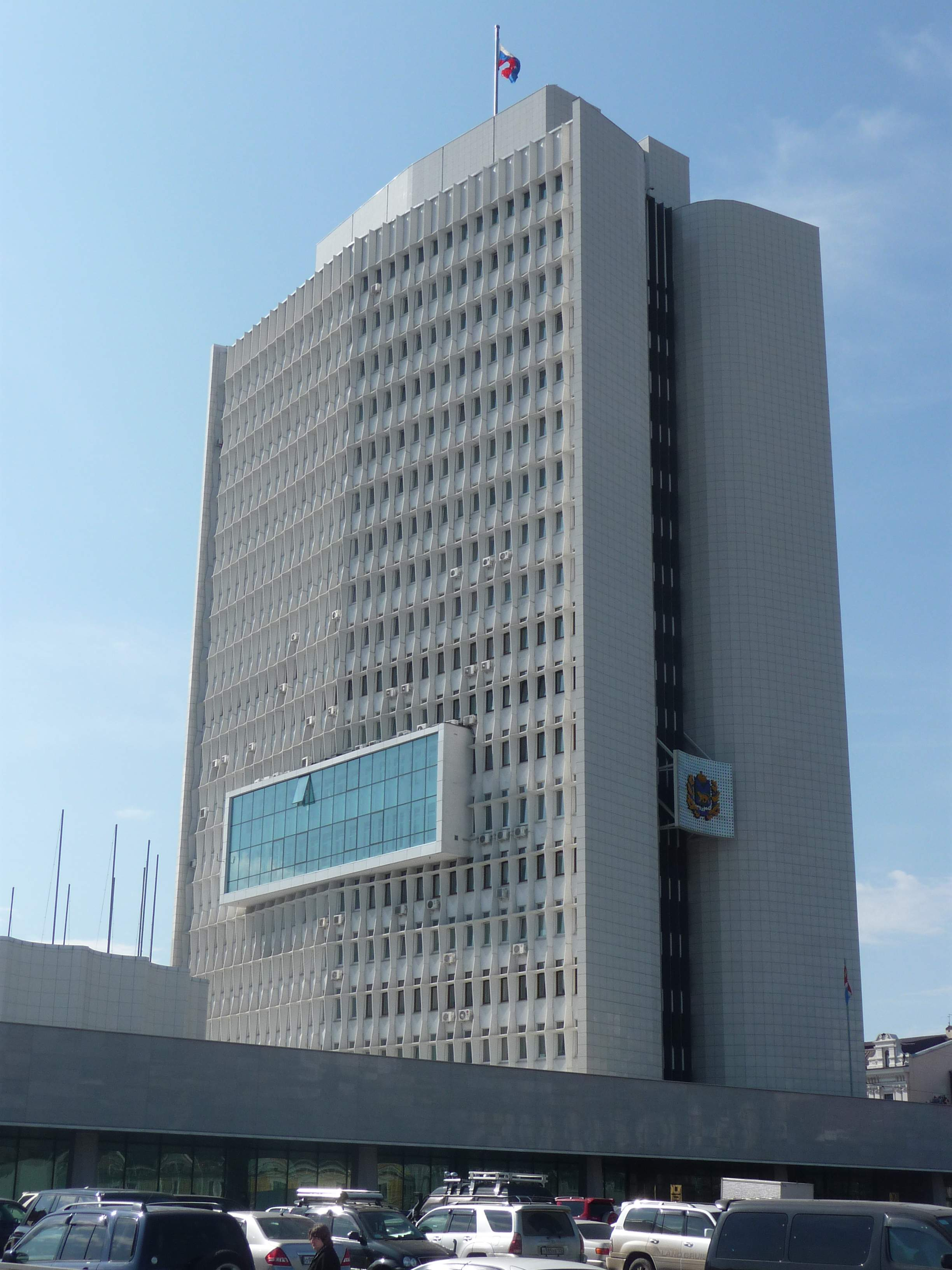
22. Здание краевой администрации
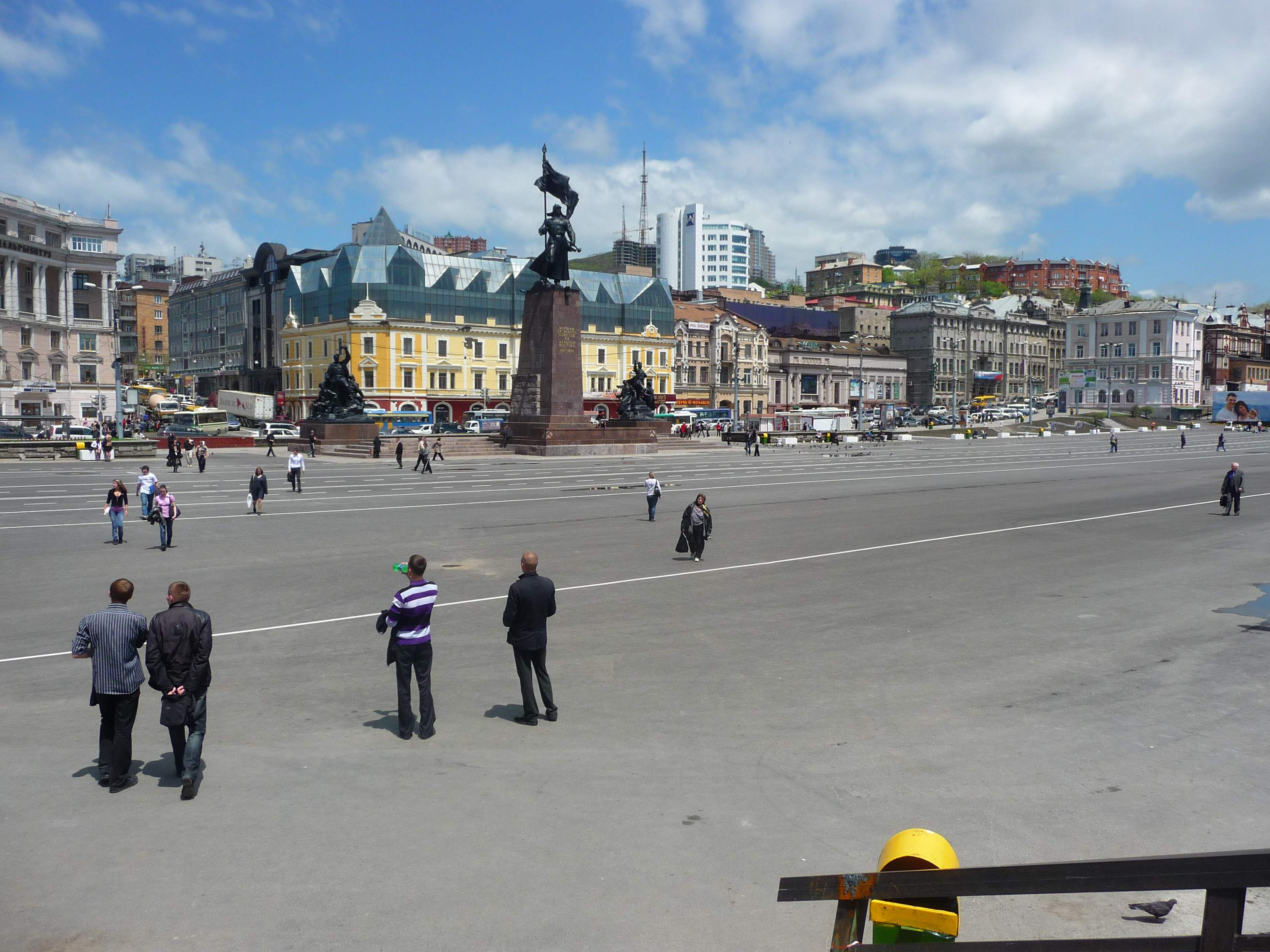
Площадь Борцов за власть Советов
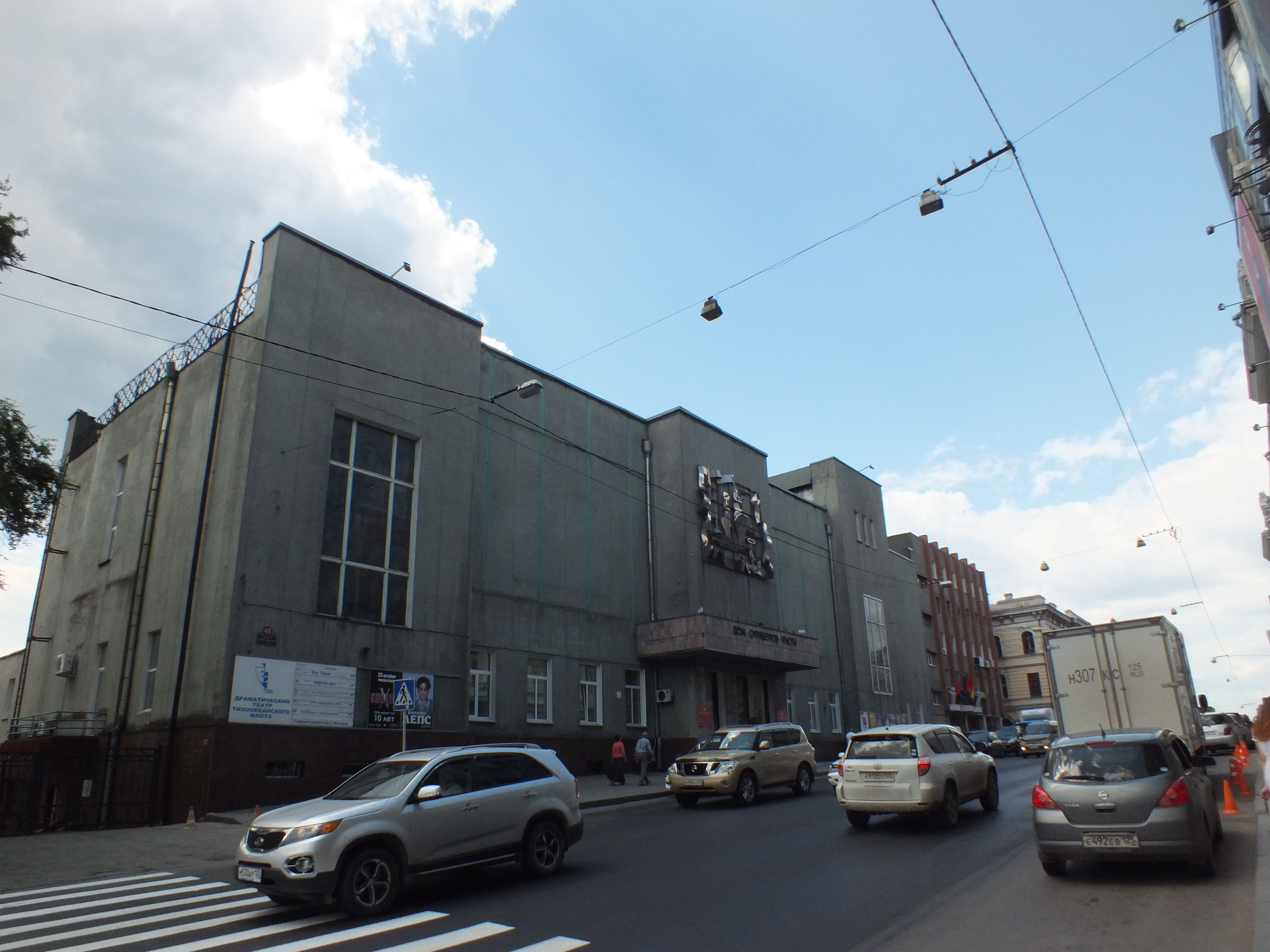
Дом офицеров Тихоокеанского флота (Драматический театр Тихоокеанского флота)

Ул. Светланская